# Escola de pintura de Düsseldorf

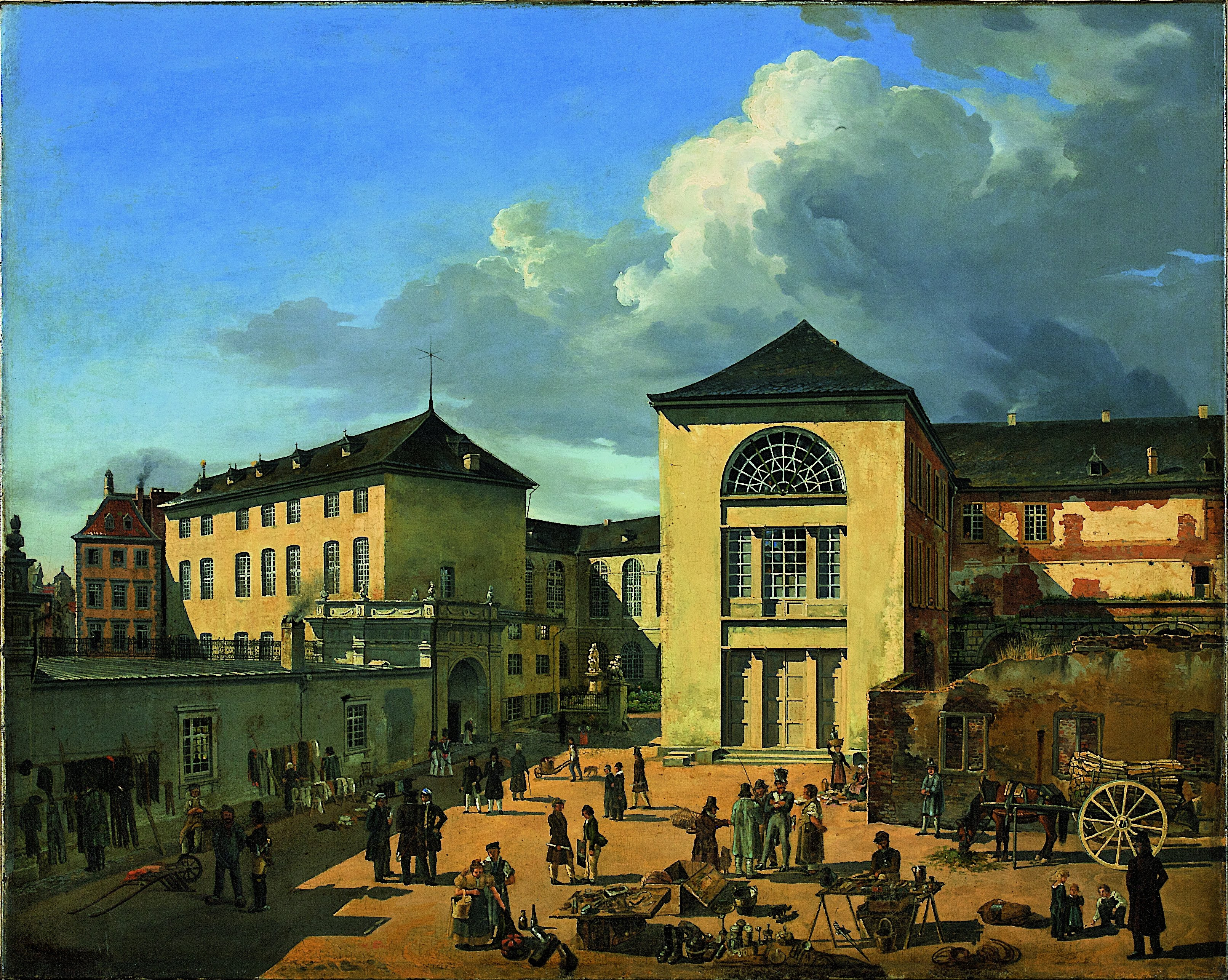
L'antiga acadèmia de Düsseldorf d'Andreas Achenbach, (1831). Fins que l'acadèmia es va incendiar el 1872, al qual va seguir un nou edifici per a l'Acadèmia d'Art de Düsseldorf entre 1875 i 1879, el Palau de Düsseldorf i la seva galeria van ser el centre de l'educació artística a Düsseldorf.

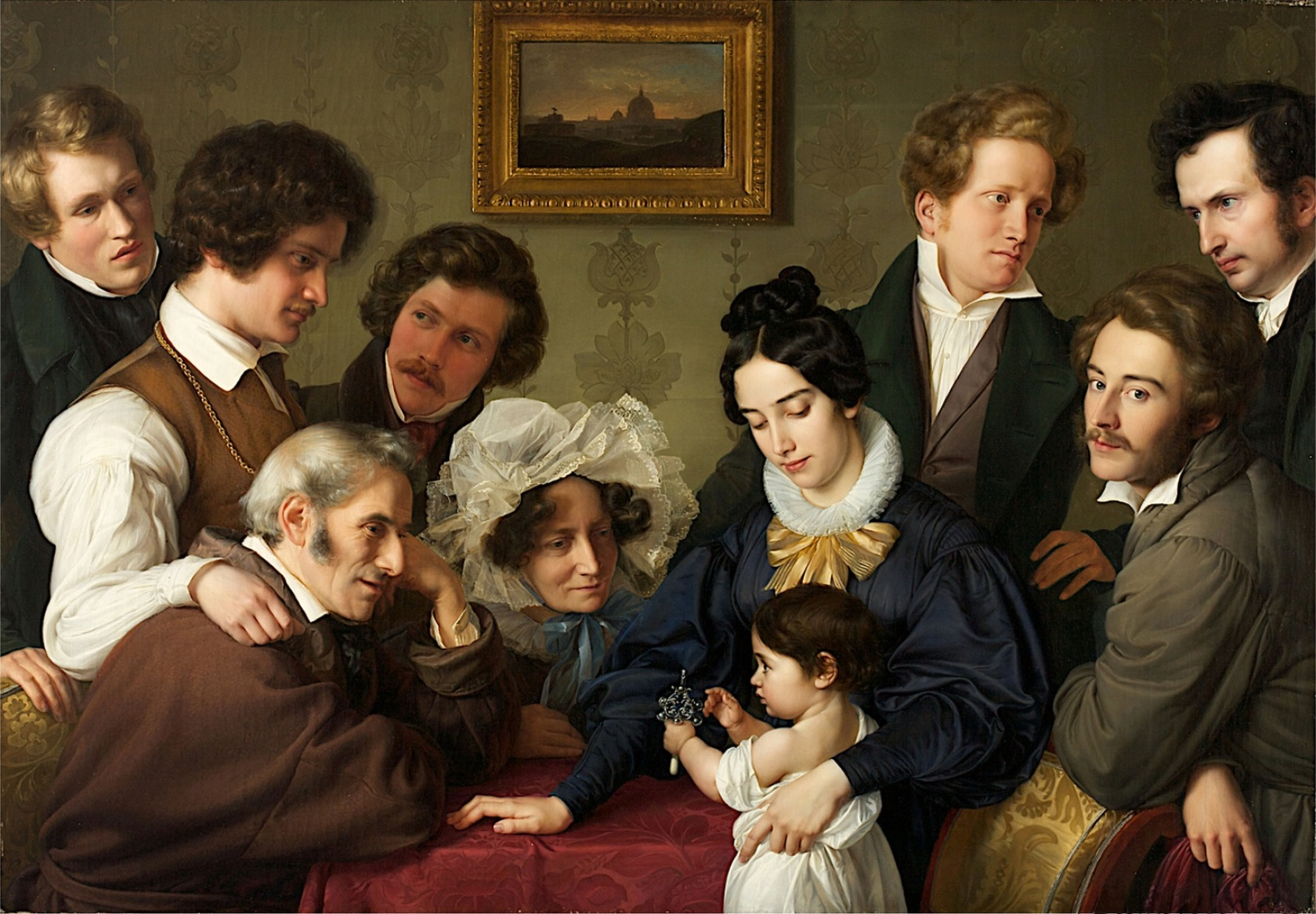
El cercle de Schadow (La família Bendemann i els seus amics), treball conjunt d'Eduard Bendemann (segon a dalt a l'esquerra), Theodor Hildebrandt (tercer a dalt a l'esquerra), Julius Hübner (a baix a la dreta), Wilhelm von Schadow (a dalt a la dreta) i Karl Ferdinand Sohn (Primer a dalt a l'esquerra), començat a Roma el 1830, acabat a Düsseldorf el 1831. El cercle d'artistes al voltant de Schadow es considera l'origen de l'escola de pintura de Düsseldorf.

Desenvolupada originalment per Romeo Maurenbrecher, August Hagen, Atanazy Raczyński, Friedrich von Uechtritz i Anton Fahne, l'escola de pintura de Düsseldorf (en alemany: Düsseldorfer Malerschule), o simplement escola de Düsseldorf (en alemany: Düsseldorfer Schule), fa referència a tant a l'entorn social, creatiu i acadèmic, com l'obra d'un grup de pintors actius principalment al segle xix (1819–1918) que es van formar a la Reial Acadèmia d'Art de Prússia (en alemany: Königlich-Preußischen Kunstakademie) de Düsseldorf. Inclou també els pintors que hi van fer de professors, els alumnes que van fer classes particulars de professors de l'Acadèmia d'Art o van treballar als voltants d'aquesta institució. L'escola de Düsseldorf es va convertir en un fenomen independent de la ubicació i no es va limitar a un estil uniforme.
Els primers directors de l'acadèmia, Peter von Cornelius i Wilhelm von Schadow, van dirigir l'escola cap al natzarenisme i el classicisme. Els temes, que van ordenar segons la jerarquia clàssica de gènere, incloïen els de la mitologia, el cristianisme, els temes històrics importants i la pintura de paisatge. En aquella època, que també es coneix com a Biedermeier en la història cultural, el corrent del romanticisme es va estendre a Alemanya i va trobar el seu camí a l'acadèmia. Sota la influència del Vormärz, però, el programa de l'Acadèmia i el seu entorn artístic aviat es va ampliar per incloure altres corrents, de manera que es va donar més espai i validesa a una visió realista i socialment crítica de l'art, així com a la pintura de paisatge i de gènere. Entre els temes i estils pictòrics de l'escola de pintura hi ha «la pintura d'història, el paisatge, la pintura de gènere i la natura morta representada en totes les facetes», que «han tingut un paper en l'art burgès del segle xix». A través de ressenyes, publicacions i exposicions, a través de la difusió d'obres al mercat internacional de l'art, especialment a Londres, Amsterdam, Brussel·les, París, Chicago i Nova York, l'obra de l'escola de pintura de Düsseldorf va irradiar molt com a resultat dels viatges, les amistats internacionals, les connexions familiars i la trajectòria educativa i professional dels seus protagonistes, sobretot en el període comprès entre 1830 i 1870, però també, sens dubte, a les darreres dècades del segle xix. Els pintors formats a Düsseldorf van transmetre les seves tècniques artístiques, actituds, mètodes d'ensenyament, assignatures, topoi i discursos arreu del món, a altres acadèmies d'art i a les colònies d'artistes emergents. En particular, la pintura de paisatge i de gènere de Düsseldorf va ser capdavantera i definidora d'estil durant molts anys. La reputació internacional de l'escola de pintura de Düsseldorf entre les institucions d'ensenyament artístic d'Alemanya només va ser superada de nou per la Bauhaus.

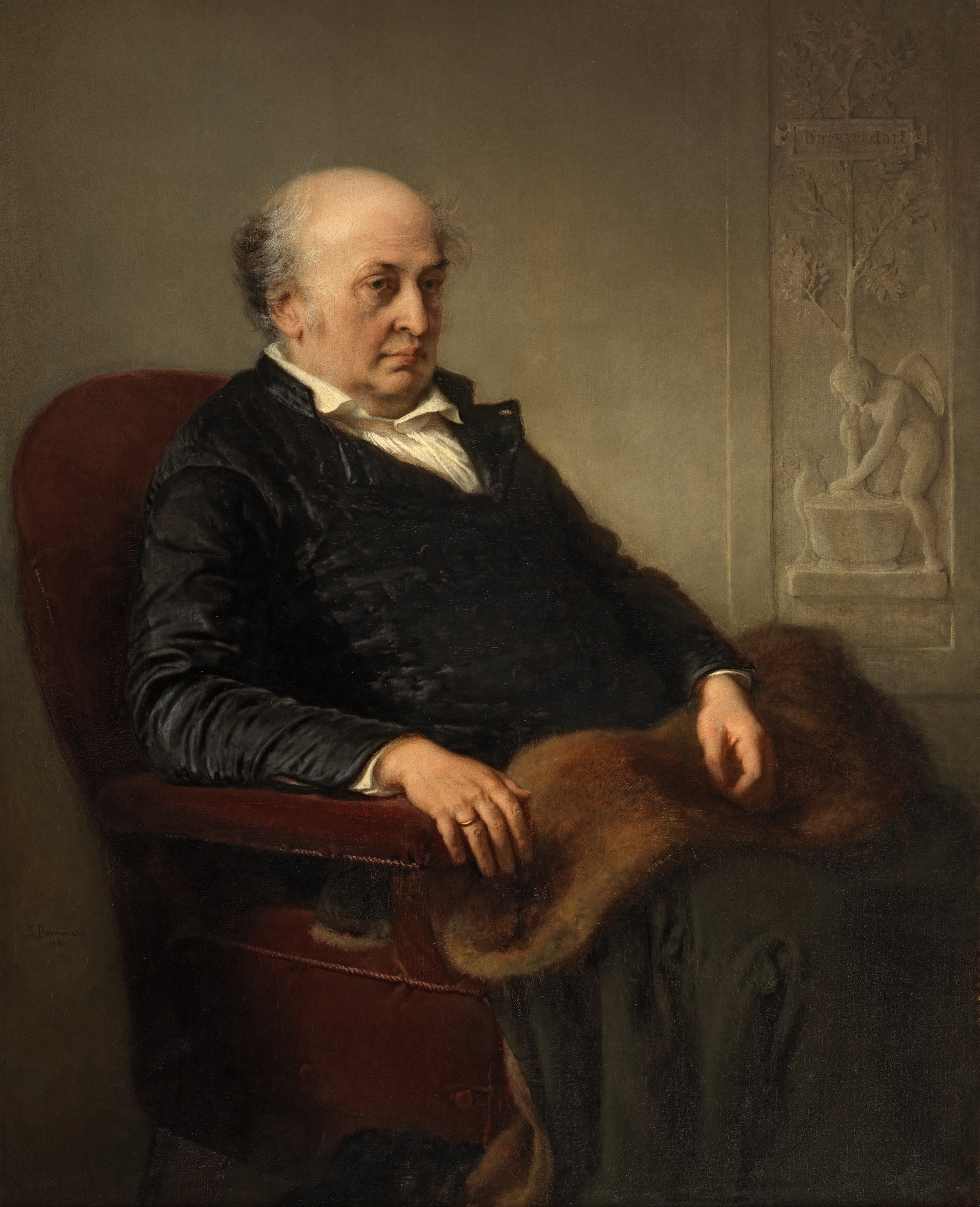
Wilhelm von Schadow (1860), Museu Reial de Belles Arts d'Anvers. En aquest retrat, l'estudiant i cunyat Eduard Bendemann simbolitza l'escola de pintura fundada per Schadow amb un relleu mural que representa una al·legoria d'un àngel plantant un arbre.

## Història

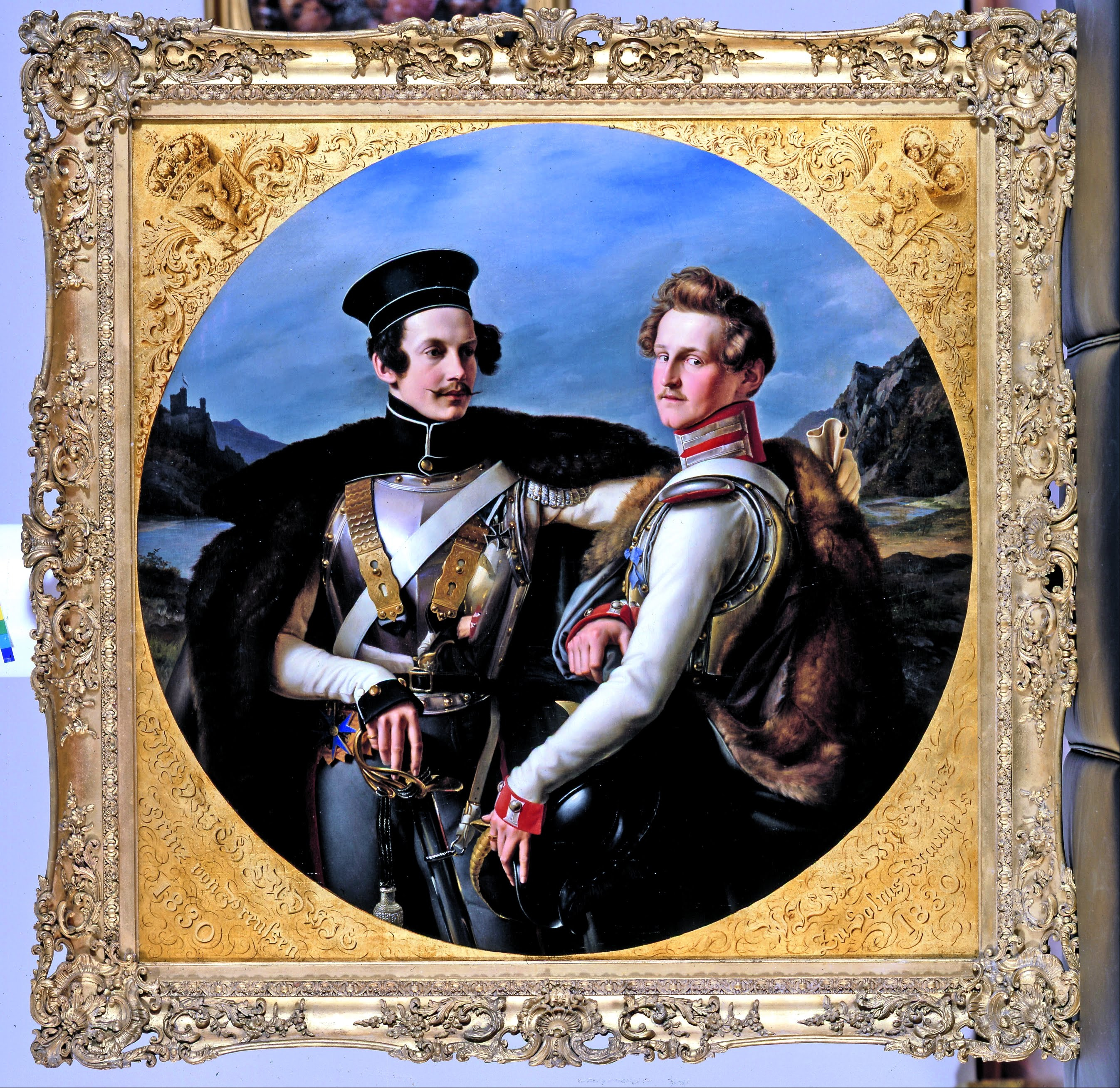
Doble retrat dels prínceps Frederic de Prússia i Guillem de Solms-Braunfels amb uniformes de cuirassier fet per Wilhelm von Schadow (1830). Com a comandant de divisió, el príncep Frederic era el màxim representant de la família reial prusiana a Düsseldorf. Igual que la seva dona, se'l considerava molt interessat en l'art. El seu entusiasme per l'edat mitjana el va convertir en un pioner del romanticisme de castells i del Rin. Va actuar com a mecenes de la vida cultural de la ciutat i de la província del Rin.

El 9 de març de 1819, l'Acadèmia d'Art de Düsseldorf, que havia experimentat un declivi important durant les Guerres de Coalició i el Gran Ducat de Berg, va ser restablerta pel rei Frederic Guillem III com a Reial Acadèmia Prussiana. Aquesta mesura no només estava pensada com un simple acte de la política d'art i educació prussiana, sinó que es va iniciar com una de les mesures motivades principalment per la identitat i la política interna per satisfer la burgesia renana contra la corona prussiana. La Renània s'havia incorporat a Prússia com a resultat del Congrés de Viena el 1815. A aquesta regió que ara havia quedat ancorada a l'oest d'Alemanya, s'hi havia estès el sentiment de ser «Musspreußen» (la forma despectiva com eren anomenats els habitants dels territoris annexionats a Prússia pel Congrés de Viena), atès que contribuïen més que cap altra província als ingressos fiscals. Com a conseqüència, el llunyà Berlín va decidir contrarestar aquest problema amb un conjunt de mesures de política cultural i educativa, especialment en l'àmbit de l'educació superior mitjançant la fundació de col·legis i universitats. El cap de la recentment fundada acadèmia, Peter von Cornelius, director entre 1819 i 1824, i sobretot el seu successor, Wilhelm von Schadow, director de 1826 a 1859, van obrir el camí per a una escola d'art líder a escala nacional i reconeguda internacionalment. L'acadèmia va rebre el suport en això per l'Associació d'art per a Renània i Westfàlia (en alemany: Kunstverein für die Rheinlande und Westfalen) fundada l'any 1829. A més de Schadow, Karl Josef Ignatz Mosler, secretari de l'acadèmia i professor d'història de l'art, va tenir un paper clau en la seva fundació. La base de la «marxa triomfal de l'escola de pintura de Düsseldorf» va ser, entre d'altres, el mercat de l'art, que va ser sustentat en gran part per la demanda de l'emergent burgesia renana i de Westfàlia. Es van produir un augment espectacular de les compres d'art per part de l'alta noblesa, però també galeries d'art privades com les exposicions de Julius Buddeus, Eduard Schulte, Bismeyer & Kraus, Paffrath, Boisserée i l'American Art-Union, la Permanent Elberfeld-Barmer Art Exhibition o la Düsseldorf Gallery de Johann Gottfried Böker, que van començar als anys 1830 a Düsseldorf, Elberfeld, Colònia, Berlín i Nova York, va assegurar vendes constants i va portar la reputació de l'escola de pintura de Düsseldorf al món. A la mateixa Düsseldorf, el primer districte de galeries de Renània es va desenvolupar al voltant de 1835, especialment al llarg de l'Alleestrasse i la Ratinger Strasse. Altres edificis expositius com el Düsseldorfer Kunsthalle, construït entre 1878 i 1881, van donar suport a una exposició pública dels quadres. Els mètodes de duplicació mitjançant el gravat en fusta i el gravat en coure, així com la litografia, van crear més oportunitats de venda per als pintors. En aquest context, l'Associació per a la Distribució d'Imatges Religioses, fundada l'any 1841, va tenir una incidència especialment forta. En el transcurs del negoci emergent del comerç d'art i dels mitjans de comunicació i l'augment resultant de la demanda d'impressions i il·lustracions d'art, diverses empreses de Düsseldorf es van especialitzar en gràfics de reproducció, com la impremta de coure Schulgen-Bettendorf d'August Wilhelm Schulgen, l'institut de Richard Brend'amour o l'empresa Arnz & Comp., més tard Elkan & Comp.

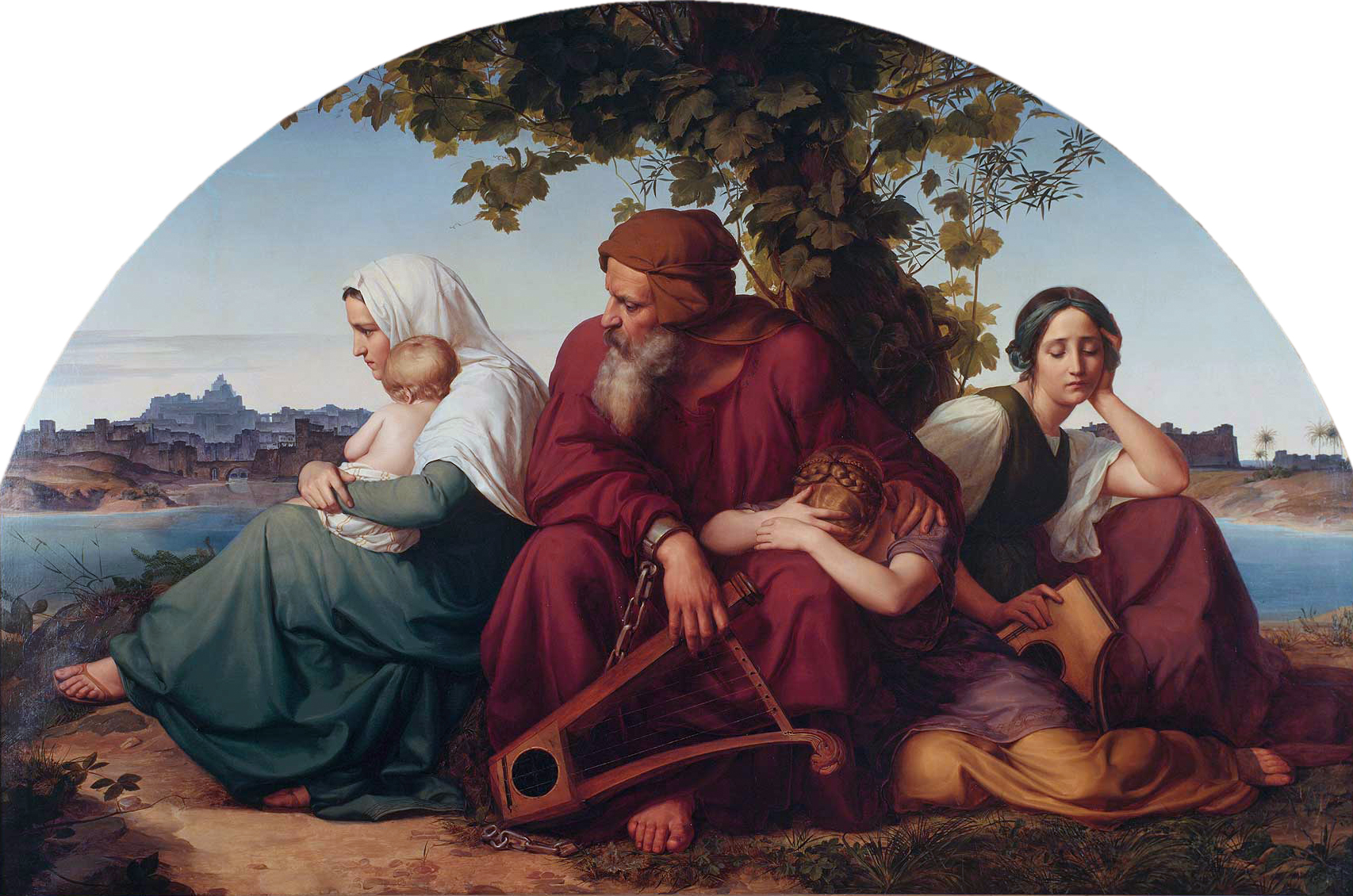
Els jueus de dol a l'exili d'Eduard Bendemann (1832). Aquest motiu bíblic de Bendemann va tenir un gran èxit inicialment abans de ser criticat com un exemple típic del «sentiment inquietant» de l'escola de Düsseldorf.

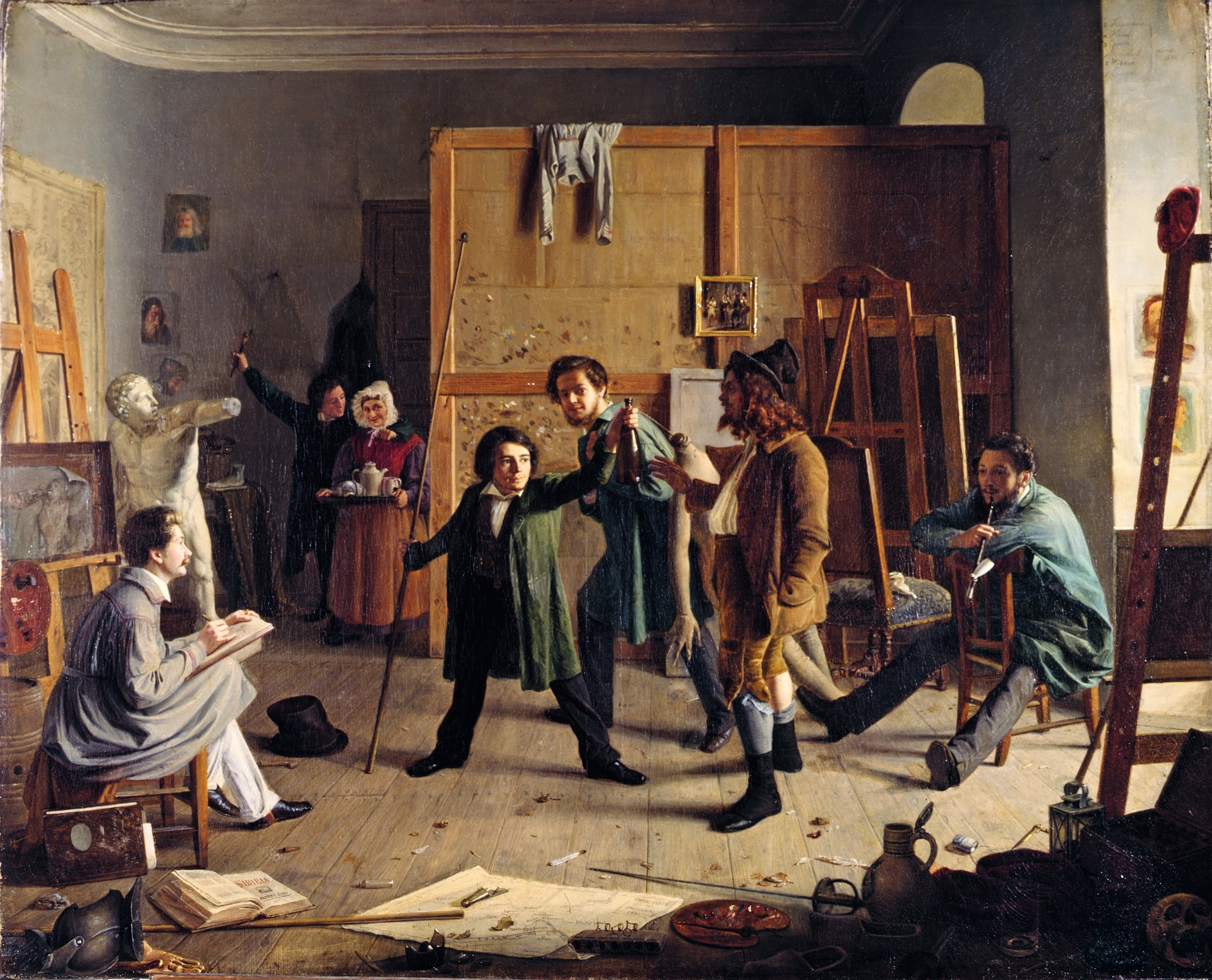
Escena d'estudi (1836). En aquest retrat de grup satíric, que mostra estudiants analitzant la postura d'una figura en un estudi d'una acadèmia d'art aparentment caòtic, Johann Peter Hasenclever es va burlar de l'idealisme sublim i del «sentiment inquietant» de l'academicisme de Düsseldorf, especialment de la teatralitat del Sermó hussita pintat per Carl Friedrich Lessing el mateix any.

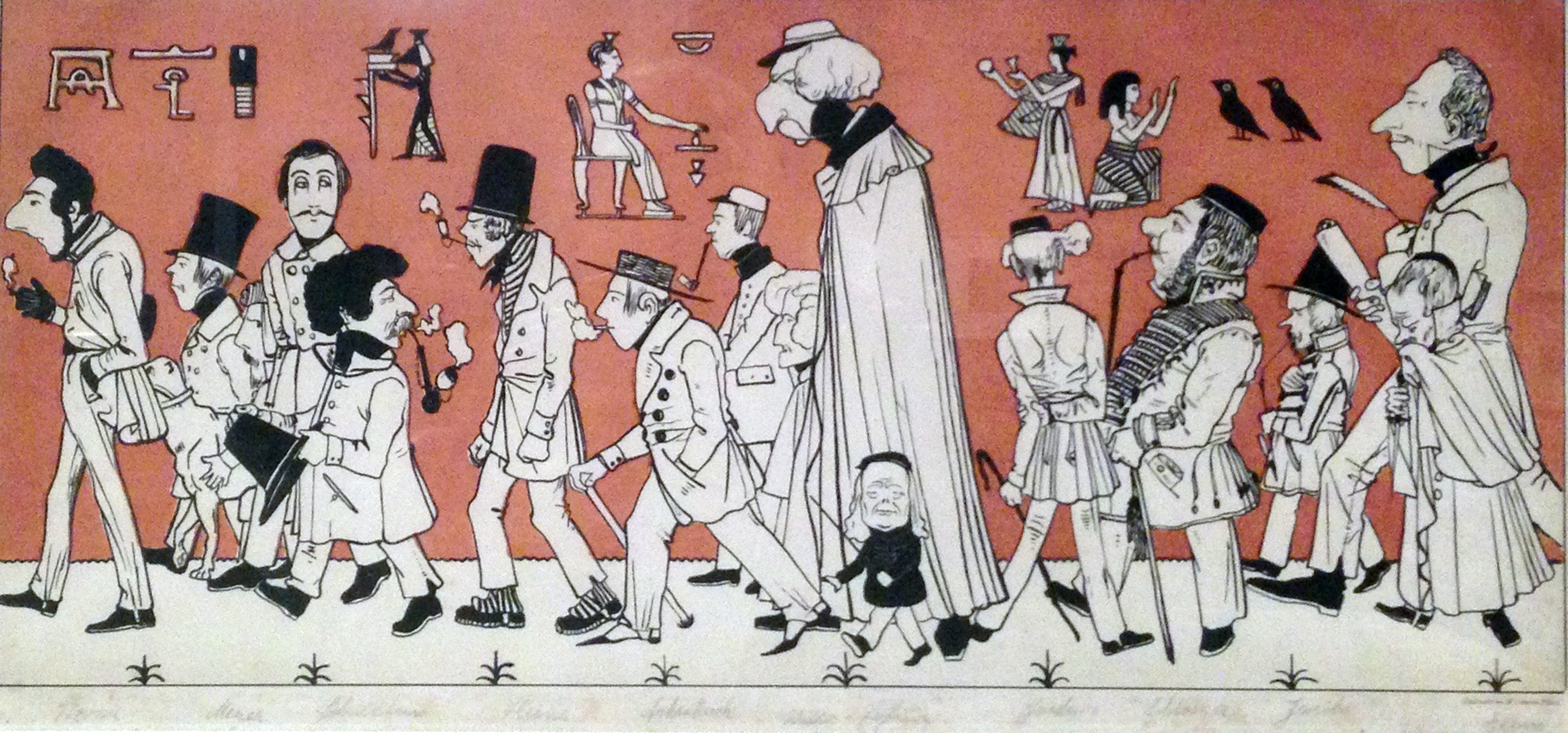
Processó dels artistes de Düsseldorf, caricatura d'Andreas Achenbach (1837).

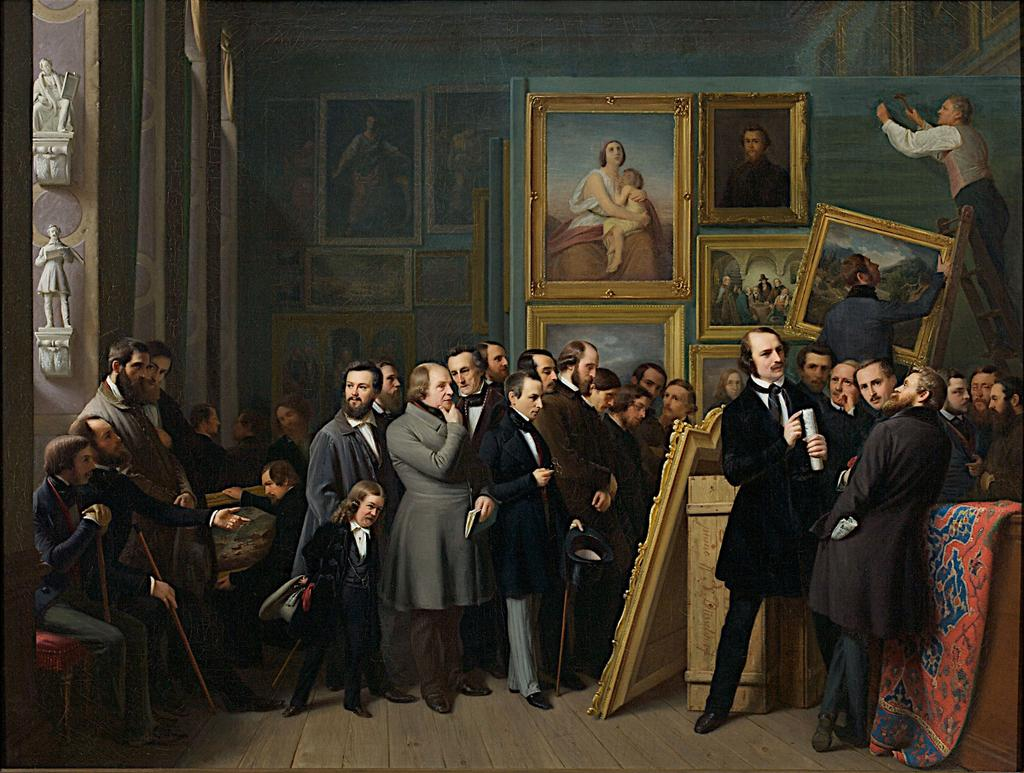
L'exposició d'imatges dels artistes de Düsseldorf a la sala de la galeria de Friedrich Boser (1844)

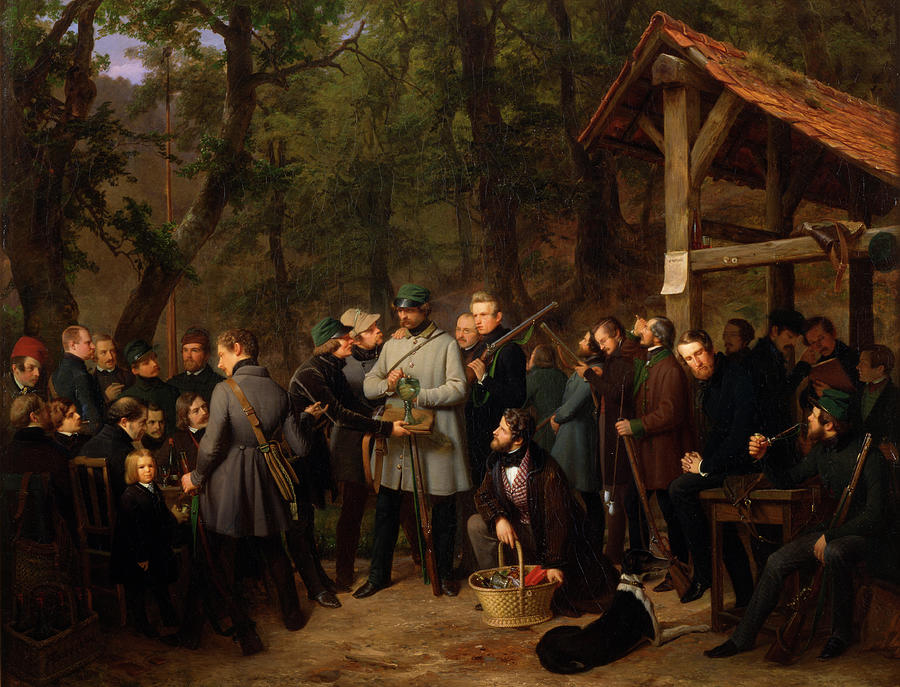
Caça d'ocells per artistes de Düsseldorf al bosc de Grafenberg fet per Friedrich Boser (1844)

Un important mecenes i col·leccionista primerenc dels pintors de Düsseldorf va ser el banquer berlinès Joachim Heinrich Wilhelm Wagener, la donació del qual el 1861 va proporcionar l'impuls decisiu per fundar la Galeria Nacional de Berlín. El 1844, el col·leccionista privat Pierre Louis Ravené va obrir la primera col·lecció d'art accessible al públic de Berlín amb una proporció significativa de pintures de l'escola de pintura de Düsseldorf. Al tombant de segle, el galerista i col·leccionista Alfred Flechtheim va construir inicialment la seva col·lecció i el seu ofici d'art amb obres de l'escola de pintura de Düsseldorf. Una altra galeria de la Königsallee de Düsseldorf que va dirigir l'escola de pintura de Düsseldorf fins a la dècada de 1930 i que va comptar amb el cim de la societat entre els seus clients. Va ser fundada el 1913 i van ser els concessionaris d'art Julius i Max Stern. Publicacions contemporànies de Moritz Blanckarts, Ludwig Bund, Carl Gustav Carus, Anton Fahne, Ernst Förster, Wilhelm Füssli, August Hagen, Georg Wilhelm Friedrich Hegel, Heinrich Heine, Mary Botham Howitt, Wilhelm von Humboldt, Carl Leberecht Immermann, Adolph Kohut, Wolfgang Müller von Königswinter, Adolf Kröner, Franz Kugler, Romeo Maurenbrecher, Hermann Püttmann, Atanazy Raczyński, Adolf Rosenberg, Karl Schnaase Johann Josef Scotti, Carl Seidel, Karl Leopold Strauven, Ernst Heinrich Toelken, Friedrich von Uechtritz, Friedrich Theodor Vischer, Johann Ferdinand Wilhelmi i Karl Woermann, més tard també Richard Muther, Paul Clemen, Walter Cohen i Friedrich Schaarschmidt, van fer l'Escola de pintura coneguda per la classe mitjana educada de parla alemanya. El primer crític que va veure els pintors de Düsseldorf, el seu entorn i el seu art com a escola de pintura va ser l'advocat Romeo Maurenbrecher el 1828. A l'exposició d'art internacionalment aclamada del Saló de París de 1864, la crítica francesa Amédée Cantaloube va dir: «Trobareu obres de l'escola de pintura de Düsseldorf a cada pas».
El concepte pedagògic de l'acadèmia desenvolupat per Schadow i imitat en molts llocs, considerava l'ensenyament com una comunitat d'artistes estructurada jeràrquicament i estretament en xarxa, formada per directors, professors i professors ajudants, estudiants de màster i estudiants senzills. Assignava el rang més alt a la pintura històrica, seguida per l'efígie (nui retrat), la pintura de gènere i finalment la pintura de paisatge. La pintura de gènere de l'escola de Düsseldorf va ser introduïda a finals de la dècada de 1820 per Eduard Pistorius de Berlín, que es va inspirar en la pintura holandesa del segle xvii. Johann Wilhelm Preyer només va establir la pintura de natura morta com a tema independent més tard. A més, s'ensenyava anatomia, arquitectura i gravat. El 1854 es va establir una càtedra d'escultura. El 1868 es va afegir una càtedra per a l'art. No va ser fins al 1874 que es va obrir una classe magistral de pintura de gènere i Wilhelm Sohn va ser nomenat el primer professor de pintura de gènere a l'Acadèmia de Düsseldorf. Des de 1903, un estudi a l'aire lliure basat en el model de Múnic oferia condicions d'ensenyament optimitzades per a la pintura d'animals. Fora de les activitats docents oficials de l'Acadèmia de Düsseldorf, els professors impartien classes particulars. Això va fer possible el segle xix, entre altres coses, que unes 200 dones artistes es formessin acadèmicament.
Ja a mitjan dècada de 1830, hi havia diferències entre els artistes i els moviments artístics, que finalment van portar a la retirada de Wilhelm von Schadow i a una certa escissió i diversificació de l'institut. Els motius de les diferències eren variades. D'una banda, la idea de Schadow d'una associació homogènia d'artistes inspirats en els mateixos ideals difícilment es podia sostenir. Aquesta idea, que té les seves arrels en el pietisme, va tenir una gran estima sobretot per la Confraria de Sant Lluc (en alemany: Lukasbrüder), a la qual pertanyien Cornelius i Schadow. D'altra banda, els nous escolars prussians de la província del Rin i de Westfàlia es van sentir desfavorits respecte als antics «països orientals» prussians, per exemple a l'hora de cobrir llocs acadèmics, beques i compra de quadres i alguns d'ells van marxar de Düsseldorf. Finalment, els complexos canvis del període Vormärz, que es van reflectir en la vida social i cultural de Prússia i els seus països veïns, van provocar un canvi d'enfocament de l'art natzarè a Biedermeier i la pintura de paisatge i gènere postromàntica, que Schadow no va fer.
La pintura d'història va ser un focus temàtic important, i els seus exponents a Düsseldorf, juntament amb els directors Cornelius i Schadow, van incloure els pintors Alfred Rethel, Hermann Stilke, Heinrich Mücke, Carl Friedrich Lessing, Emanuel Leutze, Johann Peter Theodor Janssen, Wilhelm Camphausen, Heinrich von Rustige i Hermann Wislicenus. Els joves artistes de la classe de paisatge amb Johann Wilhelm Schirmer es van orientar cap a artistes holandesos com Jacob van Ruisdael o Allart van Everdingen, en contrast amb el cercle al voltant de Schadow, que estava orientat cap als models italians. Juntament amb el romàntic Carl Friedrich Lessing, Schirmer va ensenyar pintura tant en interior com «davant de la natura», a l'aire lliure. Els temes escollits amb freqüència eren els paisatges, històries i mites del Baix i el Rin Mitjà, que eren retratats amb un ambient romàntic. Algunes d'aquestes obres, com les aquarel·les del castell de Stolzenfels de Caspar Scheuren, es poden emmarcar dins del Romanticisme del Rin. Com a Pintors d'Eifel (en alemany: Eifelmaler), van explorar artísticament el paisatge muntanyós entre el Rin, el Mosel·la, les Ardenes i el Baix Rin des de finals de la dècada de 1820. També es va manifestar l'anhel italianòfil dels pintors de Düsseldorf, per exemple en el cas d'Albert Flamm o Eduard Kaempffer. Així mateix, es van crear pintures que testimonien un augment primerenc del realisme, atès que els temes de les imatges quotidianes es van seleccionar i presentar d'una manera real i natural. Els artistes de la classe de pintura de gènere van tractar, entre altres coses, temes de problemàtiques socials, van prendre una posició política sobre els canvis socials i la recessió econòmica de la dècada de 1840, també mitjançant la ironia i la paròdia, com és el cas de les obres d'Adolph Schroedter i Johann Peter Hasenclever. També en la pintura de gènere es van trobar models en la pintura dels vells mestres de l'edat d'or holandesa, però també en el seu contemporani escocès David Wilkie. Imitaren el seu estil narratiu senzill, humorístic i psicològic, com s'exemplifica en L'obertura del testament (1820). Les escenes de la vida quotidiana representades d'una manera narrativa, detallada i humorística es van convertir així en el tret distintiu de la pintura de gènere de Düsseldorf.
Els primers estils de pintura impressionista, que van donar als pintors l'oportunitat d'evocar una gran varietat d'estats d'ànim i capturar efectes d'il·luminació dramàtics, van substituir cada cop més la pintura que seguia els ensenyaments de Schadow, i els contrastos dins l'escola de Düsseldorf es van intensificar. A més del cercle de Schadow, format per ell i els seus estudiants de màster, s'agrupaven altres cercles —també per motius de manca d'espai de l'acadèmia— en part com a comunitats d'estudis privats i lliures. Les noves comunitats, que cada cop se separaven més les unes de les altres, es van posar noms de broma: «Nou Betlem» o «Jerusalem» per als pintors d'història, «Alhambra» per als pintors de paisatge i «Sibèria» per als pintors de gènere. Encara que l'associació d'artistes «Malkasten», fundada el 1848, va intentar reforçar la cohesió dels artistes, les tensions a l'acadèmia van ser tan grans que Schadow va dimitir el 1859.

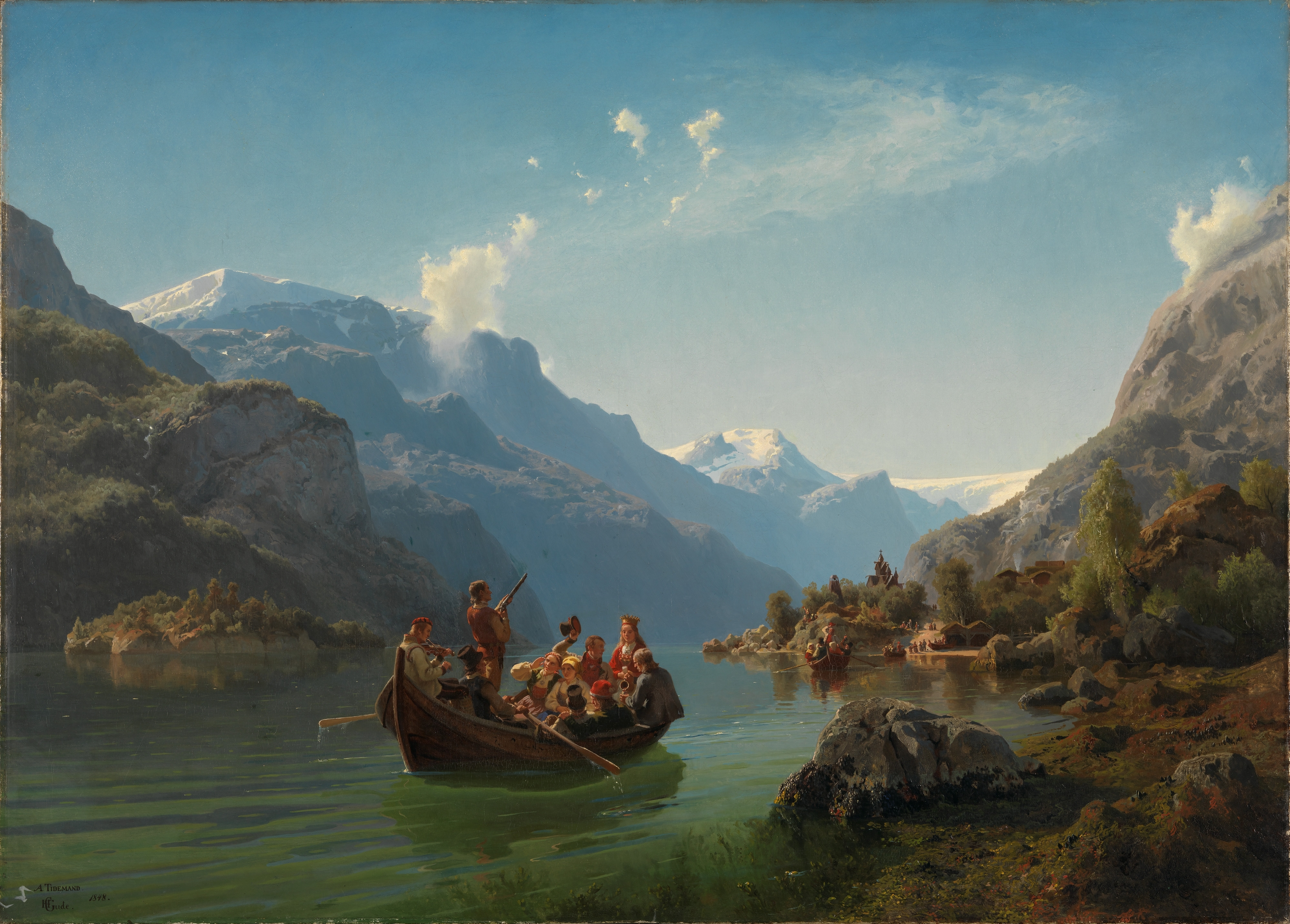
Processó nupcial a Hardanger, pintura de Hans Gude i Adolph Tidemand (1848), una obra important del romanticisme nacional noruec.

Les dècades de 1840 a 1860 de l'escola de pintura de Düsseldorf es va caracteritzar per una notable afluència d'estudiants estrangers, i la reputació de l'escola va convertir les obres d'art d'artistes locals i immigrants en un article d'exportació popular. Hi havia intensos vincles amb artistes dels Estats Units, en particular amb pintors de l'escola del Riu Hudson, així com amb els entorns de pintors romàntics d'Escandinàvia, els països bàltics i Rússia.

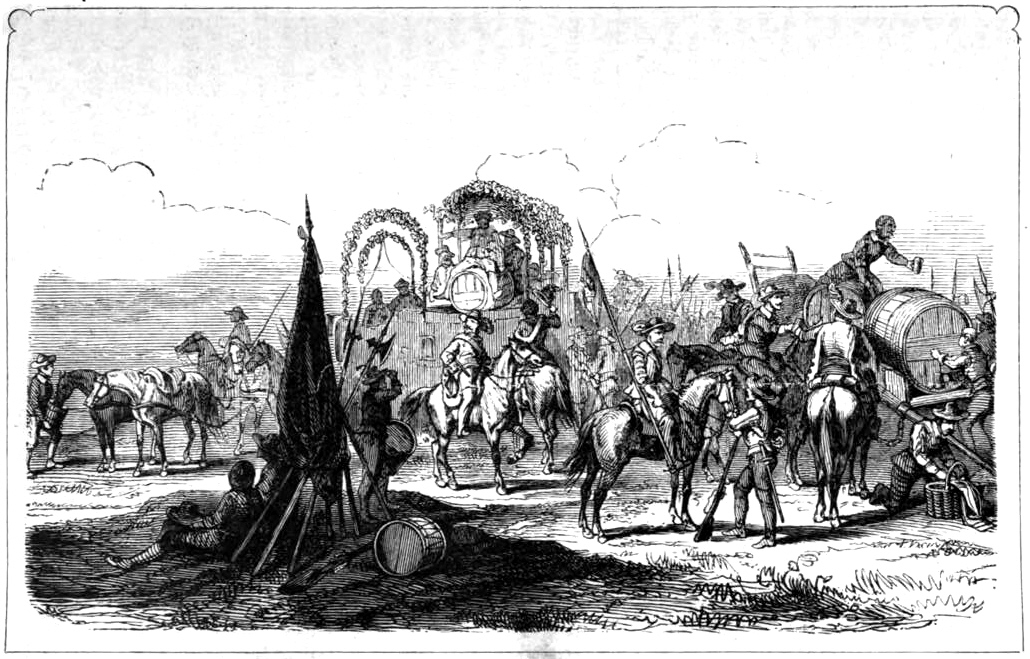
Sortida del príncep Rebensaft - Pintors de Düsseldorf amb vestits a l'estil de la Guerra dels Trenta Anys al certamen de 14. Juny de 1851 al bivac al " Castell de la Bandera "

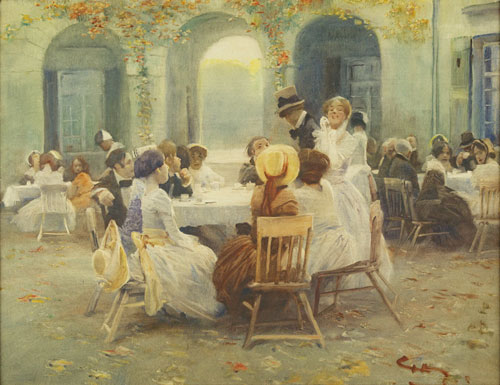
Ronda alegre a la caixa de pintura de Wilhelm Schreuer, cap al 1900

El litoral, la cultura i la població d'Holanda havien exercit ben aviat una gran atracció sobre els pintors alemanys de l'escola de Düsseldorf. A més de les visites als museus, el paisatge holandès tranquil i la costa del mar del Nord oferien un viatge d'estudis força assequible. La industrialització no hi havia avançat tant, hi havia moltes coses originals i un paisatge romàntic per descobrir. Holanda era un país des del segle xvii i al segle xix una zona gairebé verge, amb molins de vent i una costa de dunes pintoresca, com la de Scheveningen, on encara es podia veure la vida pesquera a la platja. Ja el 1844, Rudolf Jordan va mostrar motius holandesos. Aviat es van desenvolupar contactes professionals i amistosos entre els artistes holandesos i els pintors de Düsseldorf, com els motius d'Egmond aan Zee, Katwijk i Scheveningen.
La reputació de l'escola de Düsseldorf va atreure molts pintors holandesos en sentit contrari. El romanticisme del Rin i el Rin, amb la seva varietat de motius, van fer una contribució important a això. Pintors holandesos com Wijnand Nuijen, Antonie Waldorp i Charles Rochussen hi van fer viatges d'estudi. La ciutat del Rin també va atreure pintors de l'escola de la Haia, els seus predecessors i corrents paral·lels, com Johannes Bosboom ja el 1835. Jozef Israëls va utilitzar els seus primers guanys de la venda de quadres per estudiar-hi. L'any 1865, quan l'escola de Barbizon es trobava en el seu punt àlgid, els pintors Philip Sadée i Julius van de Sande Bakhuyzen també van venir a Düsseldorf perquè els havia atret la reputació internacional de l'Acadèmia com a lloc d'estudi d'història i de paisatge. Els germans Jacob Maris i Matthijs Maris van viatjar al llarg del Rin amb escala a Colònia i Mannheim fins a Suïssa. Fins i tot Willem Maris i Bernard Blommers no van poder resistir l'ambient aspre i alhora romàntic del Rin. El paisatge del Rin, que aleshores no estava gaire desenvolupat i tècnicament només una mica modificat, era ideal per als estudis i la pintura postromàntica. Es podia caminar d'hostal en hostal al llarg del riu, ja urbanitzat per al turisme, i per les seves valls laterals. Les distàncies més grans es podrien cobrir fàcilment amb vaixell. El 1839 Johannes-Warnardus Bilders va viatjar pel Rin. Un dels últims pintors holandesos a Düsseldorf va ser Ludolph Berkemeier, que després d'estudiar-hi va anar a Weimar per continuar els seus estudis a l'escola de pintura de Weimar sota la direcció del paisatgista Theodor Joseph Hagen. El mateix Hagen també havia estudiat a Düsseldorf.
Els pintors de l'Escola de Düsseldorf estaven estretament lligats amb la vida cultural i política de Düsseldorf i la Renània. Van enriquir l'escenografia del teatre, van cantar a les corals, van organitzar festivals i actuacions. Van participar activament al carnaval de Düsseldorf i van organitzar el Malkasten-Redoute com a ball de màscares anual. Famosos pels seus impressionants festivals d'artistes, que van organitzar al Malkasten-Haus, al Malkastenpark, al Fahnenburg i altres llocs com a esdeveniments d'entreteniment artístic interdisciplinari, van rebre l'encàrrec d'organitzar i dissenyar la desfilada històrica de 1880, que celebrava la finalització de la catedral de Colònia. Els quadres vius que els pintors de Düsseldorf van posar en escena en la seva especial afinitat pels temes literaris i teatrals, van guanyar notorietat.Robert Reinick va incorporar impressions del seu temps a Düsseldorf als poemes romàntics de les seves Cançons d'un pintor amb dibuixos marginals dels seus amics. Eduard Bendemann va contribuir-ne a la publicació, i Robert Schumannmés tard la va musicar. Hi va haver un estret intercanvi artístic i amistós entre Eduard Bendemann, Julius Hübner i el compositor Felix Mendelssohn Bartholdy. Entre 1829 i 1831, els pintors havien mantingut una casa oberta i hospitalària per als viatgers alemanys a Itàlia amb la «Casa Bendemann-Hübner» a la Piazza del Popolo de Roma, hi va conèixer el compositor i el 1833 va interpretar parts de l'oratori Israel a Egipte de Händel juntament amb Mendelssohn a la sala de la galeria de l'Acadèmia amb motiu de la visita del príncep hereu prussià Frederic Guillem a Düsseldorf.
Durant la revolució alemanya de 1848–1849, molts pintors de Düsseldorf van fer campanya per una constitució democràtica i una major unitat alemanya sota el paraigua d'una monarquia constitucional. Com a símbol d'això, el pintor Karl Ferdinand Sohn va dissenyar la monumental escultura d'una Germania feta de fusta, llenç i cartó per al Festival de la Unitat d'Alemanya, que va tenir lloc el 6 d'agost de 1848 per ciutadans, artistes i el recentment fundat club de gimnàstica de Düsseldorf a la Friedrichsplatz de Düsseldorf. Diversos pintors, com Johann Peter Hasenclever, Philipp Hoyoll, Carl Wilhelm Hübner, Wilhelm Kleinenbroich, Gustav Adolf Koettgen, George Caleb Bingham, Carl d'Unker, Richard Caton Woodville i Christian Ludwig Bokelmann, estaven interessats en la política, això va fer que retratessin els temes d'actualitat d'una manera irònica, psicològica, realista i més tard també naturalista. Alguns d'ells es van adherir als primers ideals socialistes i nacionalistes. La crítica a la situació política va ser assenyalada durant la revolució pel publicista i pintor històric Lorenz Clasen a la revista satírica Düsseldorfer Montaghefte, per a la qual molts pintors de Düsseldorf van proporcionar dibuixos. Però també la pintura nacional-romàntica i políticament afirmativa va venir de Düsseldorf, com els murals del Kaisersaal de Goslar creats per Hermann Wislicenus entre 1877 i 1897.
El 1856, els artistes de Düsseldorf constituïen al voltant d'una quarta part dels participants en una reunió organitzada per l'associació d'artistes «Malkasten» a Bingen am Rhein, que va portar a la fundació de l'Allgemeine Deutsche Kunstgenossenschaft, la primera associació professional d'artistes visuals d'Alemanya. En anys posteriors, els pintors de Düsseldorf van donar suport a l'industrial Heinrich Lueg en el mobiliari i l'organització d'exposicions industrials i comercials internacionals. L'exposició comercial de 1880 per a Renània, Westfàlia i districtes veïns va ser un inici. Aquesta exposició va donar lloc a l'Associació Central de Comerç per a Renània, Westfàlia i districtes veïns, que, també gràcies al compromís divers dels pintors de Düsseldorf, va donar un impuls significatiu al moviment d'arts aplicades d'Alemanya Occidental i va donar lloc a l'establiment d'un museu d'arts i oficis a Düsseldorf. Per a l'exposició industrial i comercial de Düsseldorf l'any 1902, es va desenvolupar l'anomenat Golzheimer Insel amb finalitats expositives a partir d'una idea dels pintors Fritz Roeber i Georg Oeder, i el Kunstpalast es va construir per a l'exposició d'artistes, a partir del qual va sorgir el Museu Palau d'Art de Düsseldorf a l'Ehrenhof. En les seves contribucions a la vida cultural local, els pintors de Düsseldorf sovint van agafar motius del teatre, la música, la literatura i els costums per utilitzar-los per a les seves declaracions pictòriques. Els originals de Düsseldorf com Peter Muckel o altres pintors els van servir de models.
Al llarg del segle xix, en un context de comercialització i pressió competitiva creixent, l'escola de pintura de Düsseldorf va fer un gir clar cap a temes comercialitzables com la pintura de gènere anecdòtic-humorista en formats de sala d'estar fàcilment comercialitzables. Això li va fer guanyar una mala reputació, de la qual l'Associació d'art per a Renània i Westfàlia (alemany: Kunstverein für die Rheinlande und Westfalen) va ser considerada responsable, a causa de la seva estratègia de màrqueting ofensiva. Un destacat representant d'aquesta orientació comercial va ser el pintor Otto Erdmann, que va viure a Düsseldorf des de 1858 i va pintar gairebé exclusivament quadres de gènere a l'estil rococó o neorococó.
L'escola de Düsseldorf va assolir el cim de la seva reputació entre els anys 1830 i 1850 del segle xix. Afeblida per les interrupcions que van canviar el clima cultural després de la Revolució alemanya de març i provocades per un canvi de paradigma pedagògic cap al naturalisme, com ja era evident com una nova tendència a l'Exposició Universal de París de 1855, l'Escola de Düsseldorf va perdre la seva posició singular.

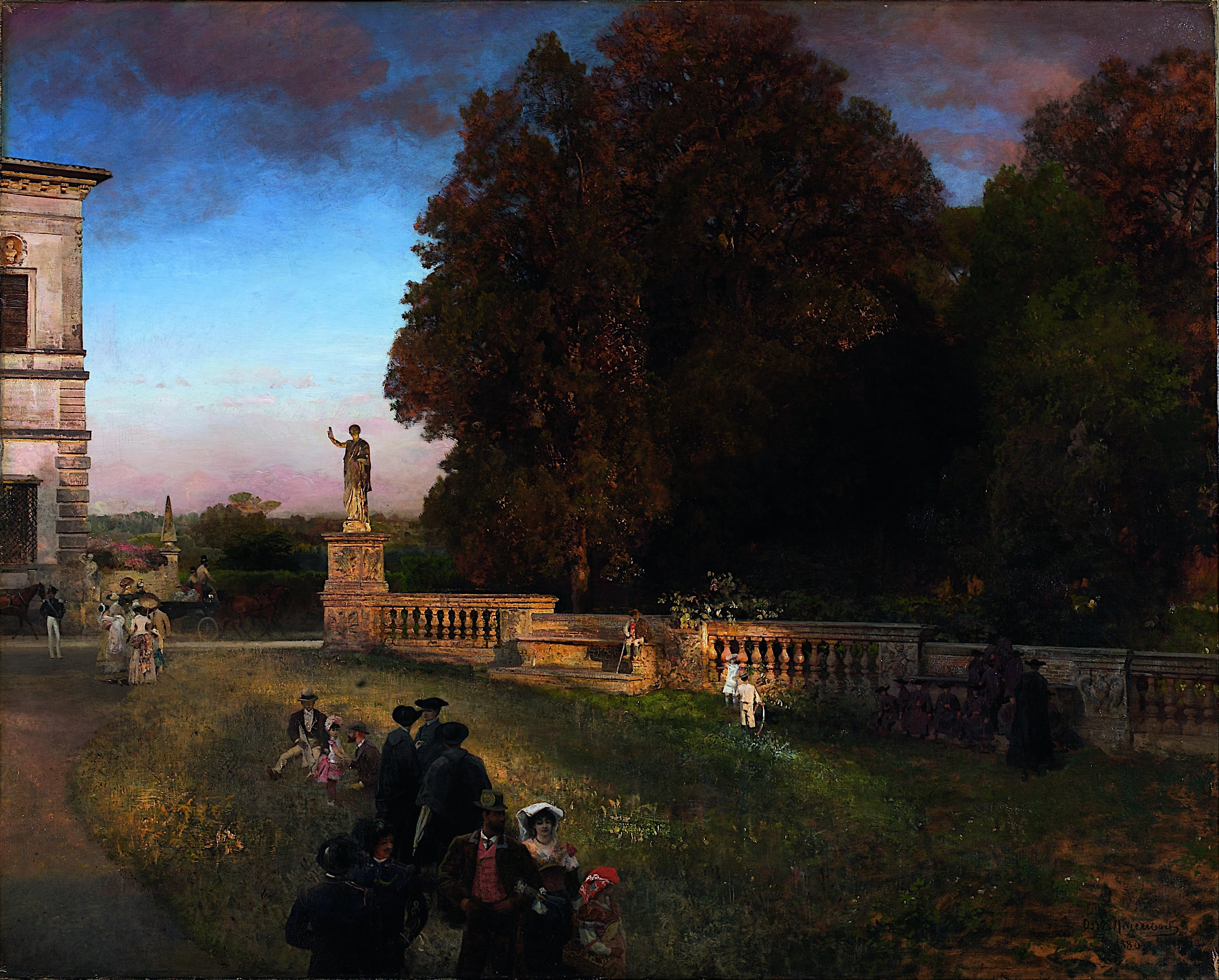
Al parc de la Villa Borghese d'Oswald Achenbach (1886).

Després de la fundació de l'Imperi Alemany (1871), la població de la ciutat de Düsseldorf va augmentar molt. El boom va donar a la ciutat una vida cultural variada i l'acadèmia ja no era l'únic focus artístic. Molts pintors es van traslladar de l'estranger al Rin per tal d'utilitzar la ciutat de Düsseldorf com a centre de creació artística i mercat de l'art. L'escola de pintura de Düsseldorf com a unitat artísticament homogènia ja fa temps que havia deixat d'existir.
El 1872, l'alemany bàltic Eugène Dücker es va fer càrrec de la càtedra de Düsseldorf de pintura de paisatge d'Oswald Achenbach. Va ser a través d'ell i dels seus estudiants que es va iniciar una nova era, que els historiadors de l'art també anomenen la línia Dücker. Pel que fa als motius, la vida quotidiana anava adquirint un paper més important i, encara que de manera vacil·lant al principi, es van començar a seguir les tendències del naturalisme, el preimpressionisme, i l'escola de la Haia. Eugène Dücker i els seus estudiants, que s'havien allunyat de la visió tradicional del paisatge a la dècada de 1870, van obrir el camí cap a una nova orientació i, per tant, van tenir un impacte fins ben entrat el segle xx.
Una influència important a l'època va provenir de Max Liebermann, que va mantenir una amistat durant més de trenta anys amb Jozef Israëls, un dels molts pares de l'escola de la Haia. Liebermann va començar el naturalisme amb la paleta típica de l'escola de la Haia. Després va arribar el torn al preimpressionisme.
A finals del segle xix, Brussel·les va donar un nou impuls a Alemanya. El 1884 s'havia reunit la Société des Vingt amb l'objectiu declarat de desfer l'academicisme i superar les tècniques i motius pictòrics tradicionals. Els innovadors volien tenir el control del que pintaven. Aquesta espurna revolucionària també es va estendre a Düsseldorf. L'any 1909, alguns pintors de la classe del paisatge, Julius Bretz, Max Clarenbach, August Deusser i Walter Ophey, van fundar el Sonderbund, sota la presidència del mecenes Karl Ernst Osthaus, que pretenia aprofundir el contacte amb l'⁣impressionisme francès. En dues exposicions, el 1909 i el 1912, es van presentar per primera vegada a Alemanya impressionistes i postimpressionistes francesos al públic general, entre els quals hi havia Vincent van Gogh, Paul Gauguini Pablo Picasso. La Primera Guerra Mundial no només va acabar amb els contactes amb artistes francesos de moment, sinó que també va suposar la fi de l'escola de pintura de Düsseldorf.

## Obres d'art (selecció)

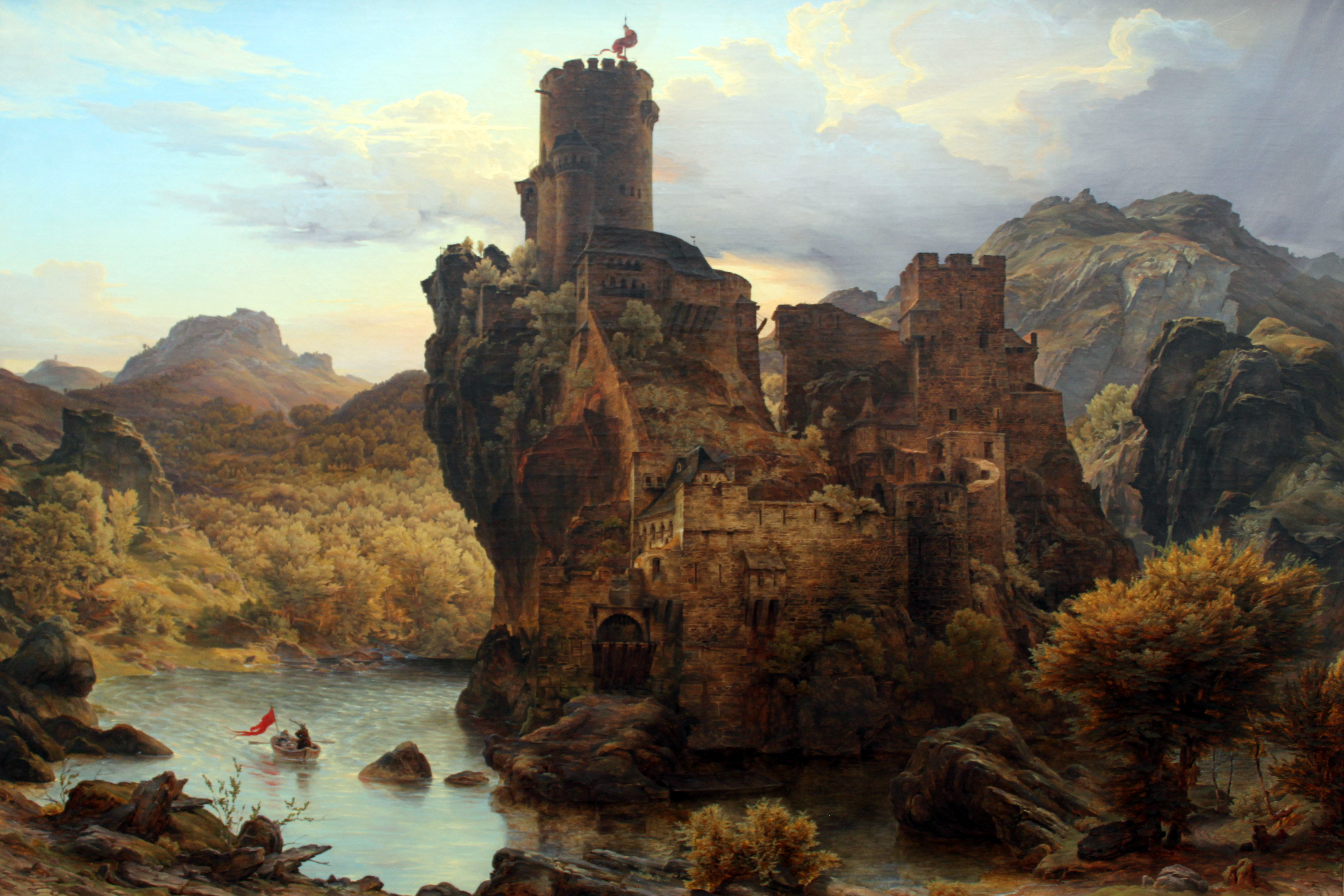
El castell de roca de Karl Friedrich Lessing (1828)
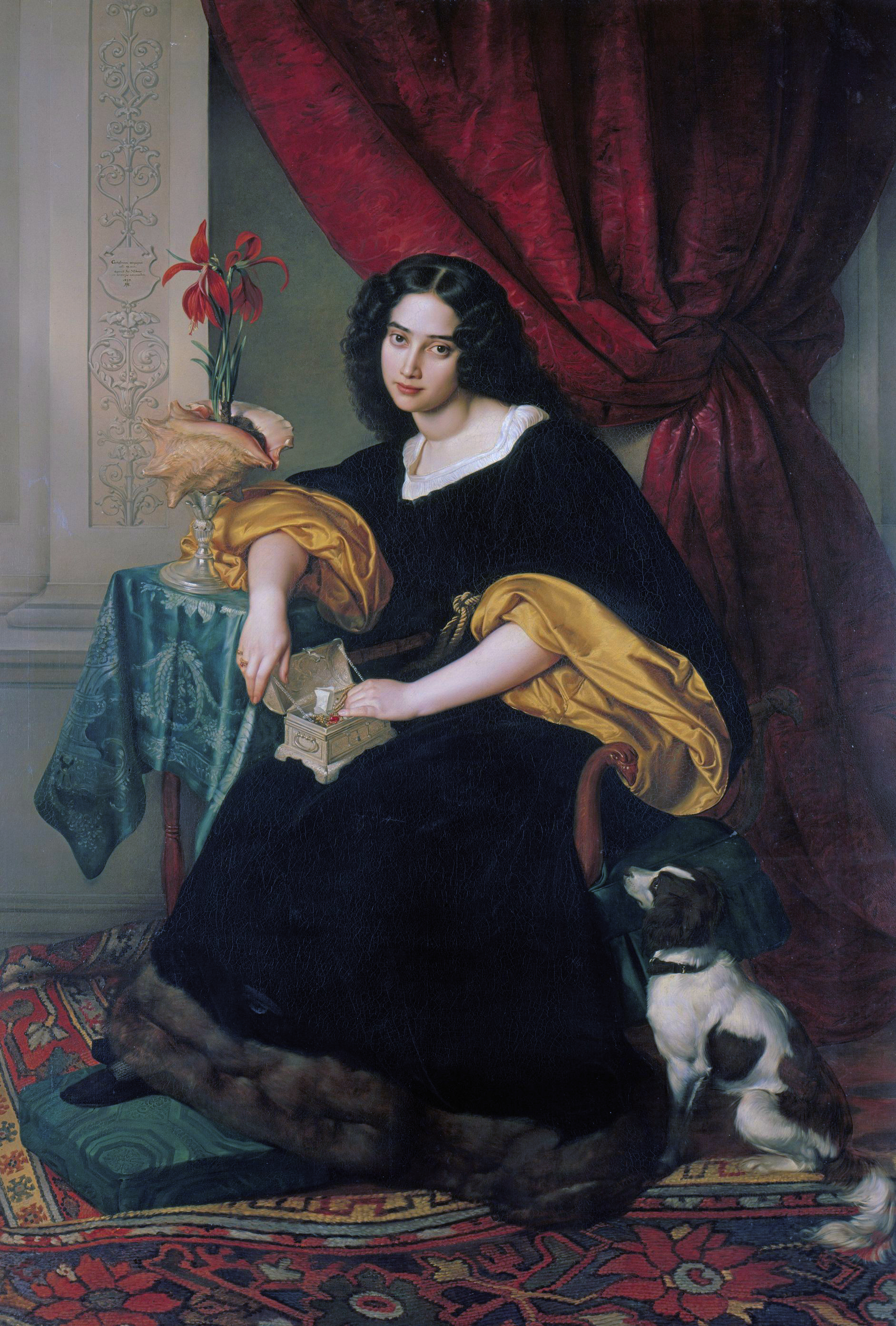
Retrat de Pauline Hübner de Julius Hübner (1829)
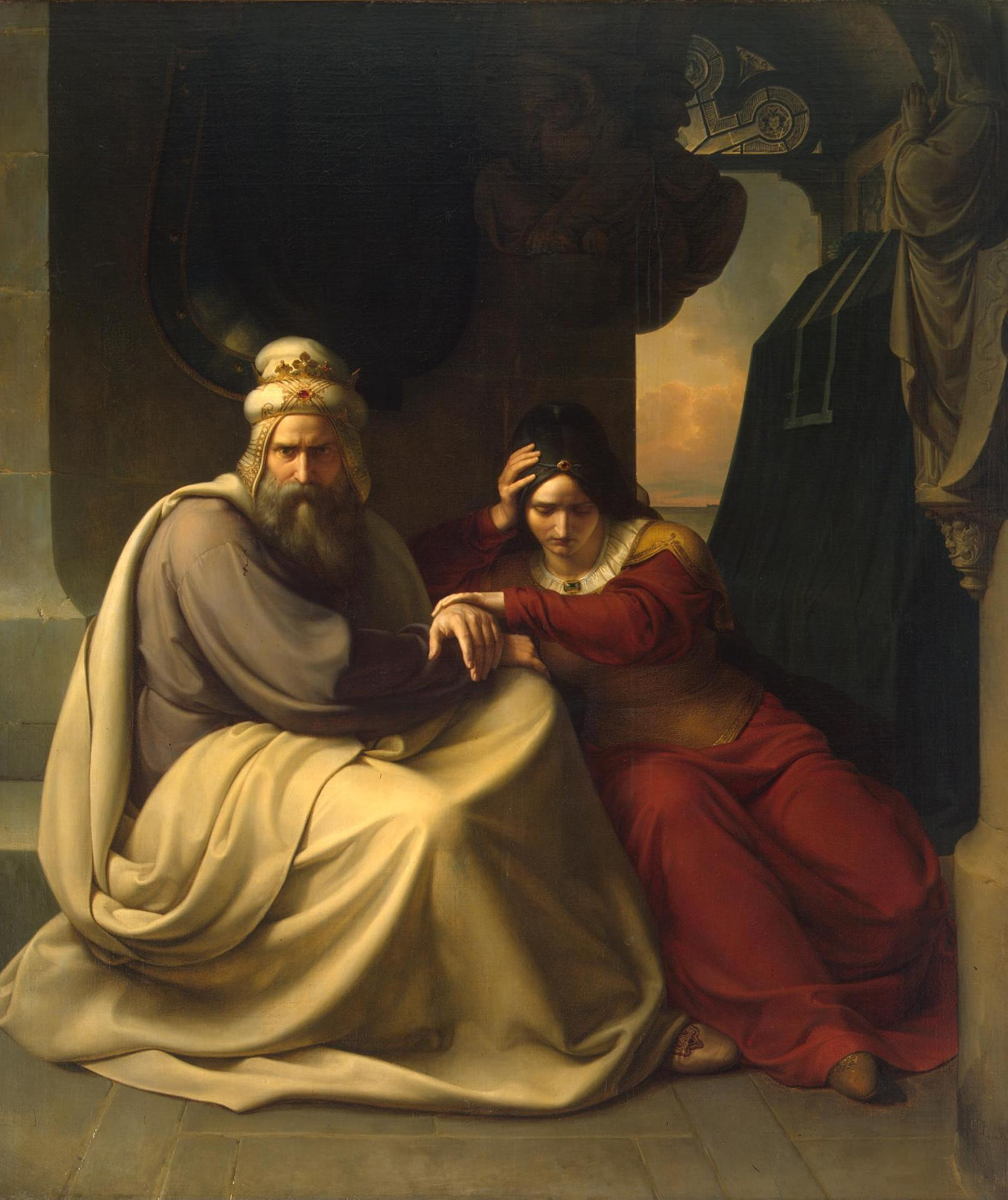
La parella reial afligida de Karl Friedrich Lessing (1830)
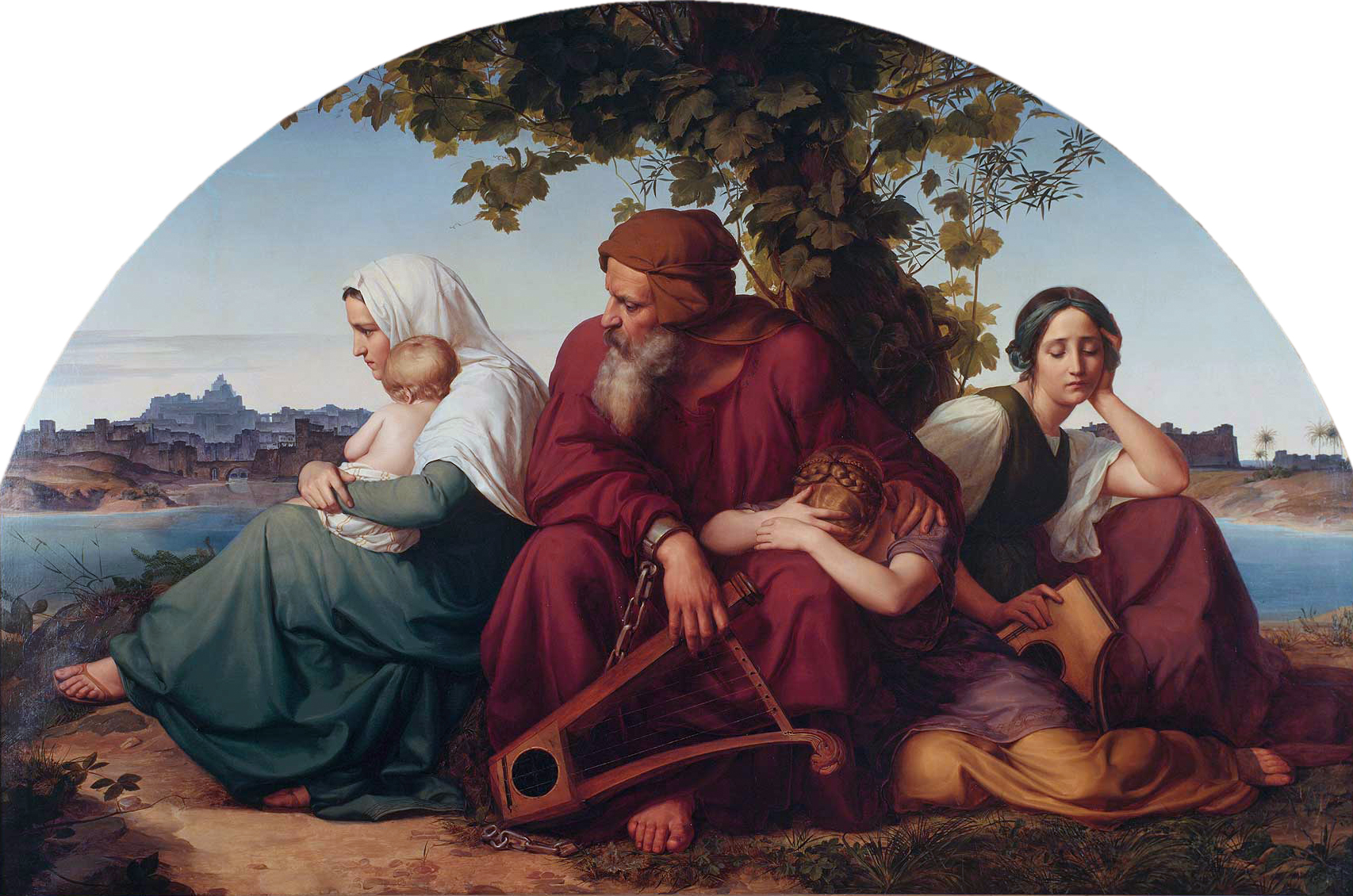
Els jueus de dol a l'exili d'Eduard Bendemann (1832)
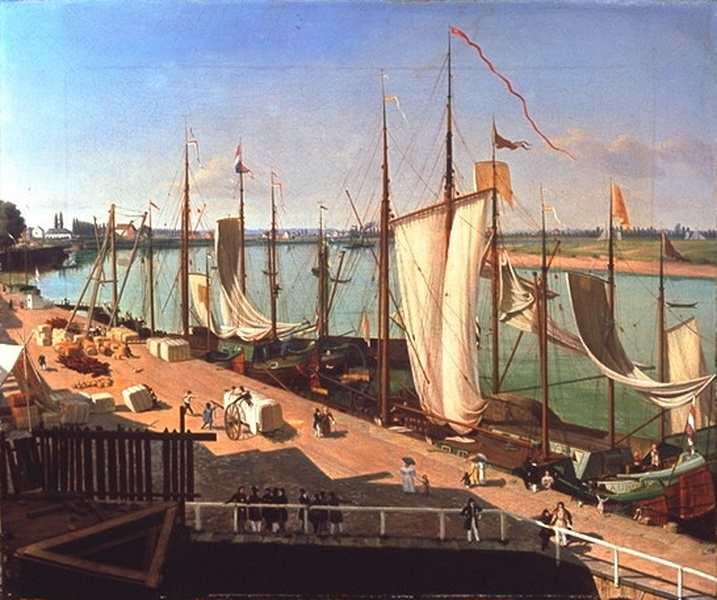
El port de Düsseldorf de Johann Velten (1832)
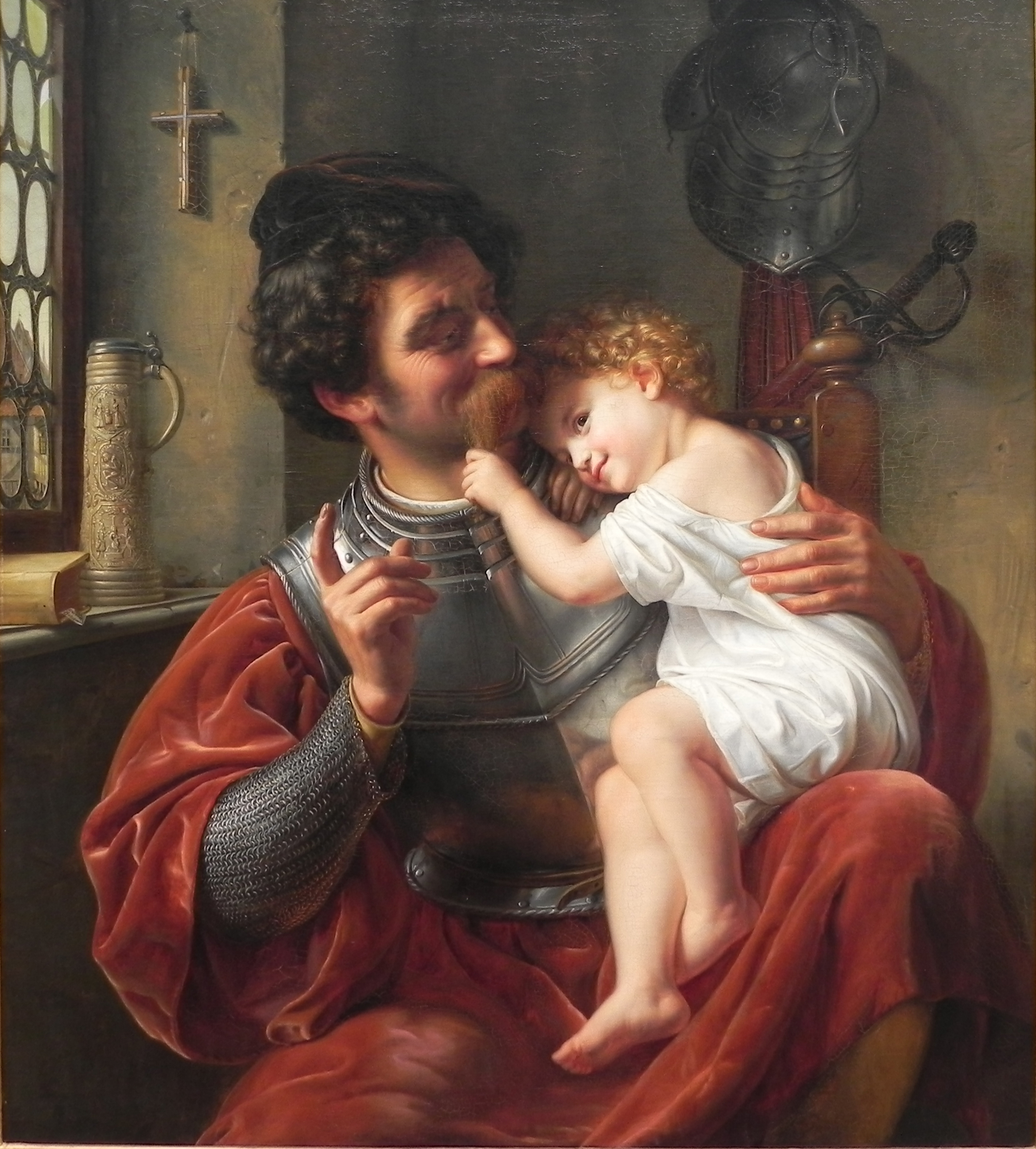
El guerrer i el seu fill de Theodor Hildebrandt (1832)
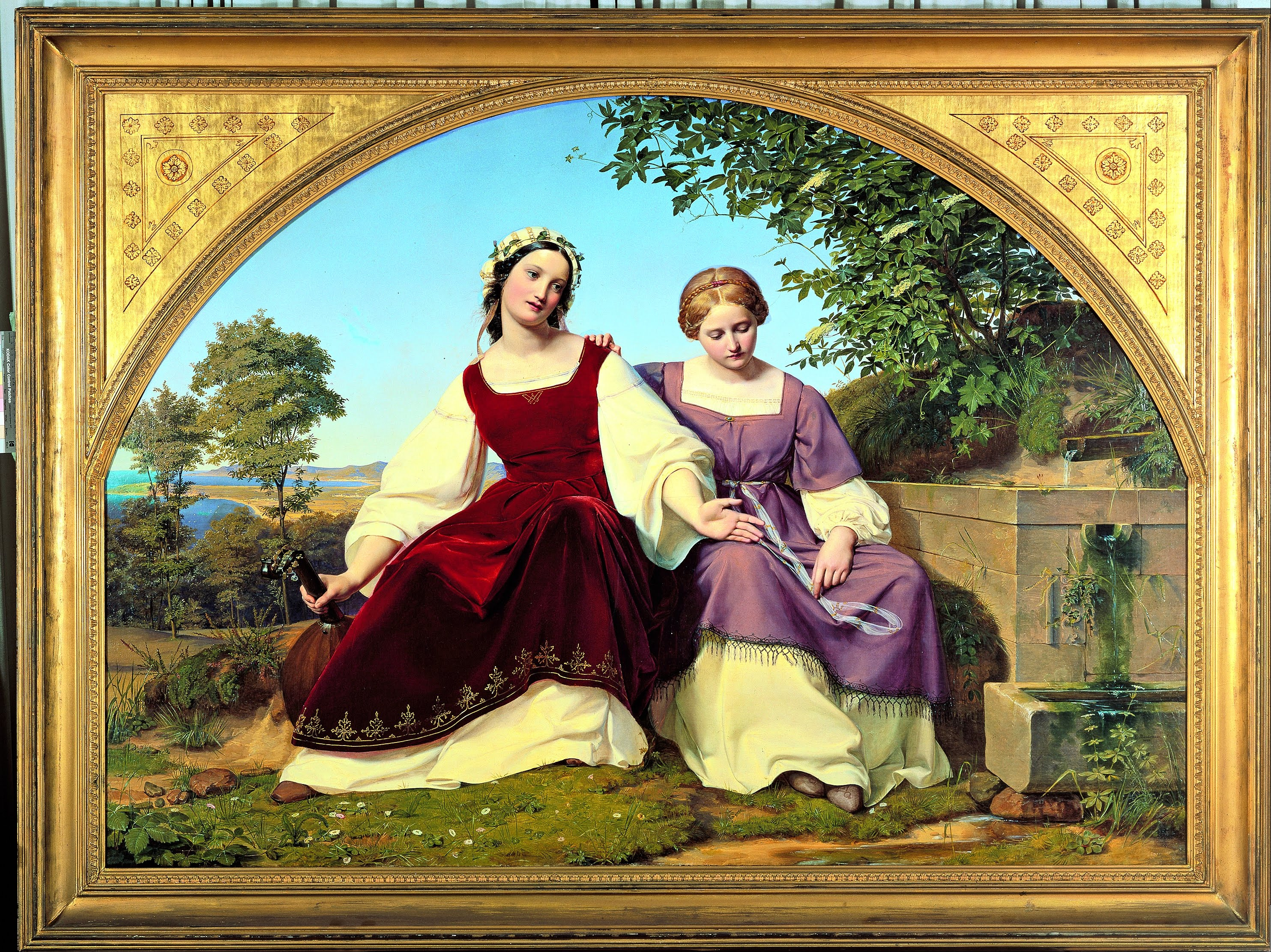
Les dues noies a la font d'Eduard Bendemann (1833)
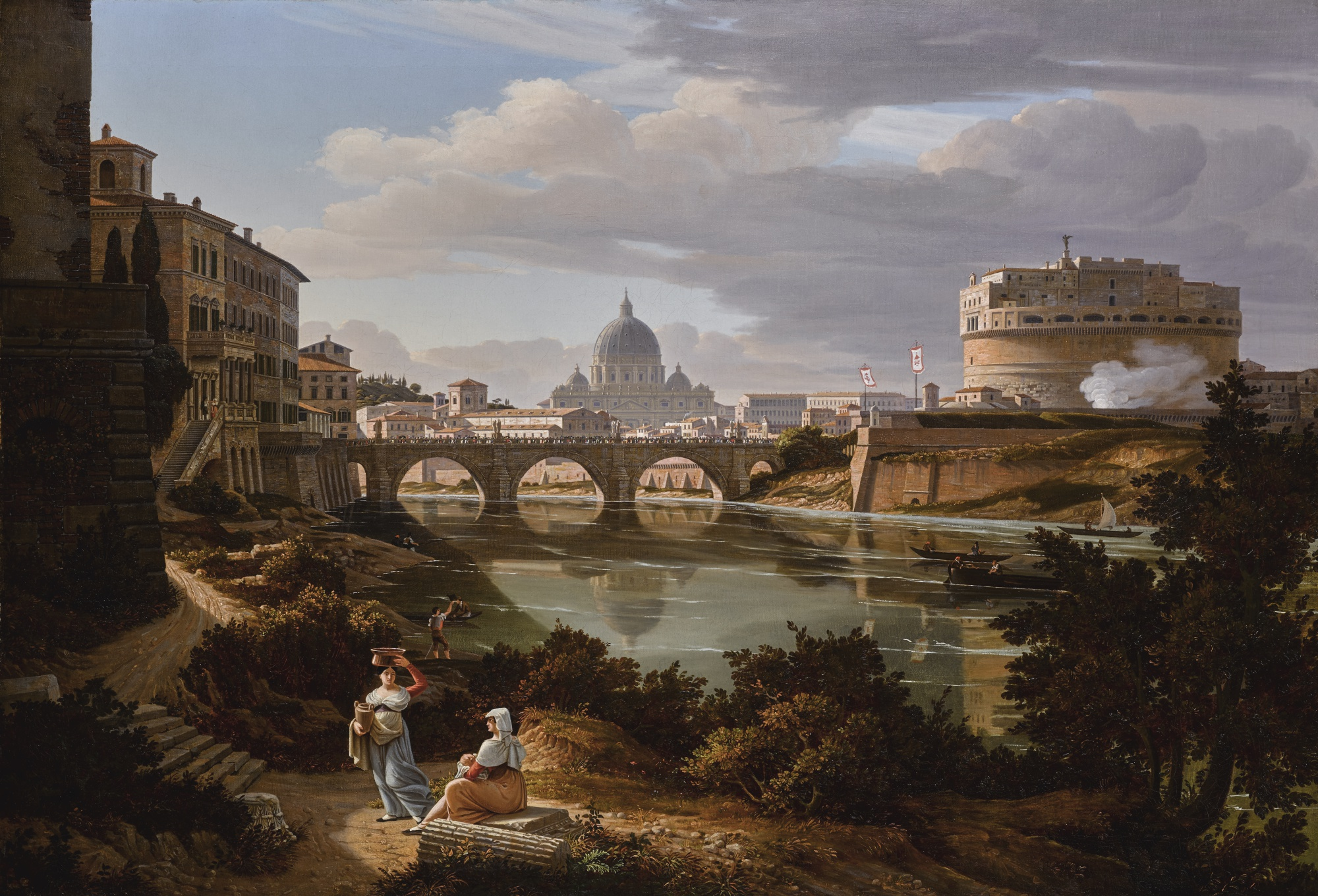
Vista del Tíber mirant cap al sud amb el castell de Sant'Angelo i la basílica de Sant Pere de Rudolf Wiegmann (1834)
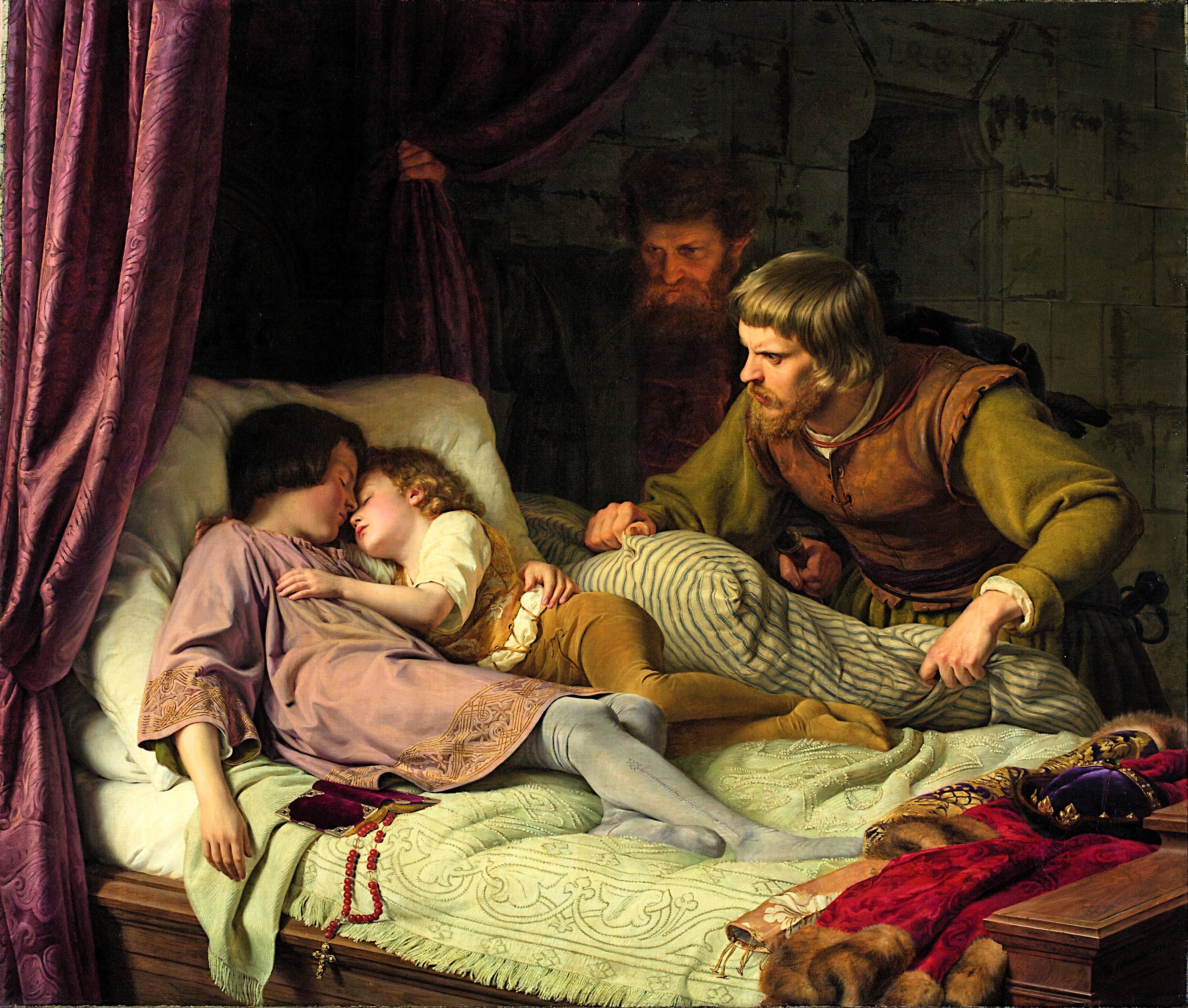
L'assassinat dels fills d'Eduard IV de Theodor Hildebrandt (1835)
El sermó husita de Karl Friedrich Lessing (1836)
Paisatge d'Ahr d'Eduard Wilhelm Pose (1836)
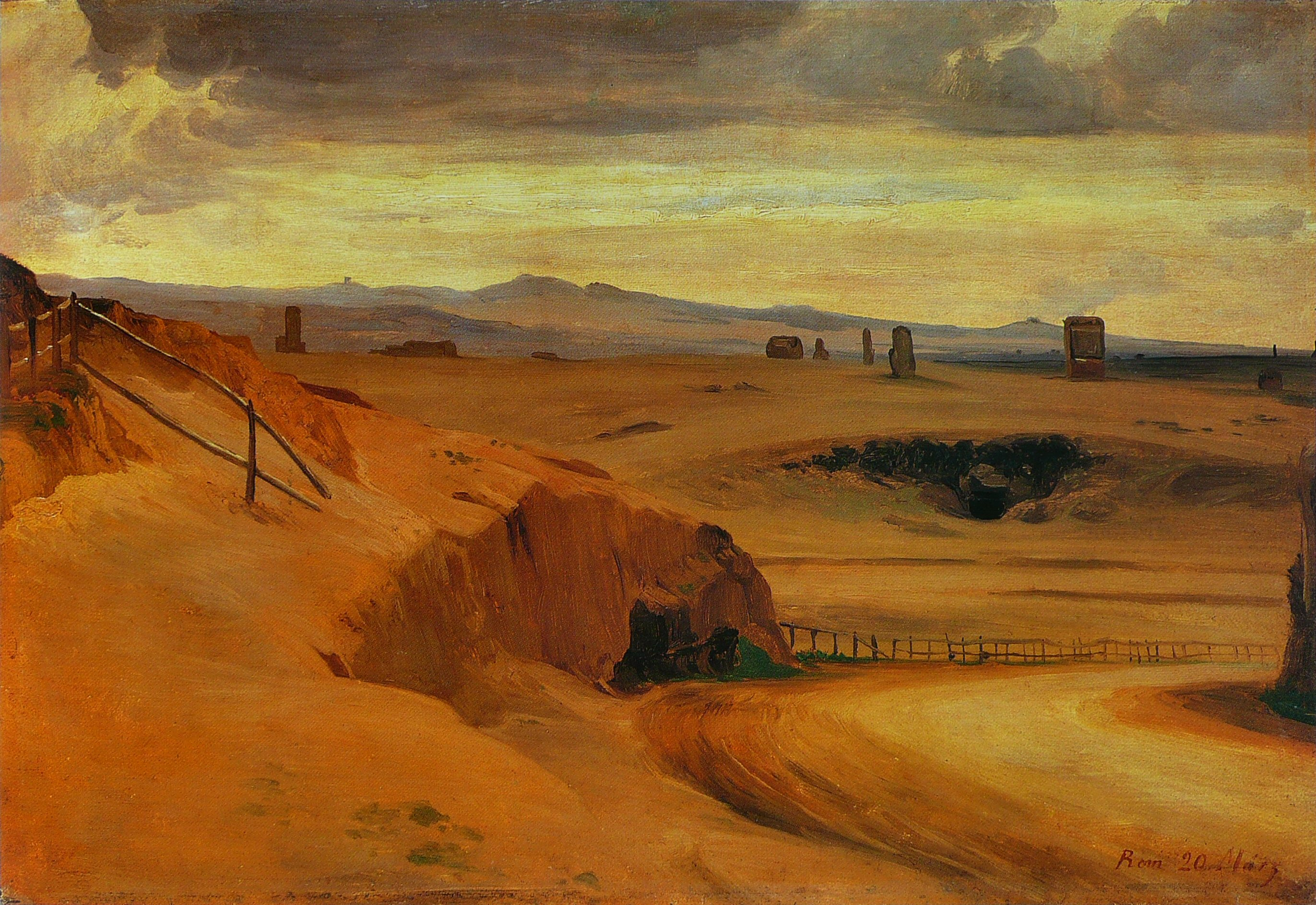
Campanya romana de Johann Wilhelm Schirmer (1840)
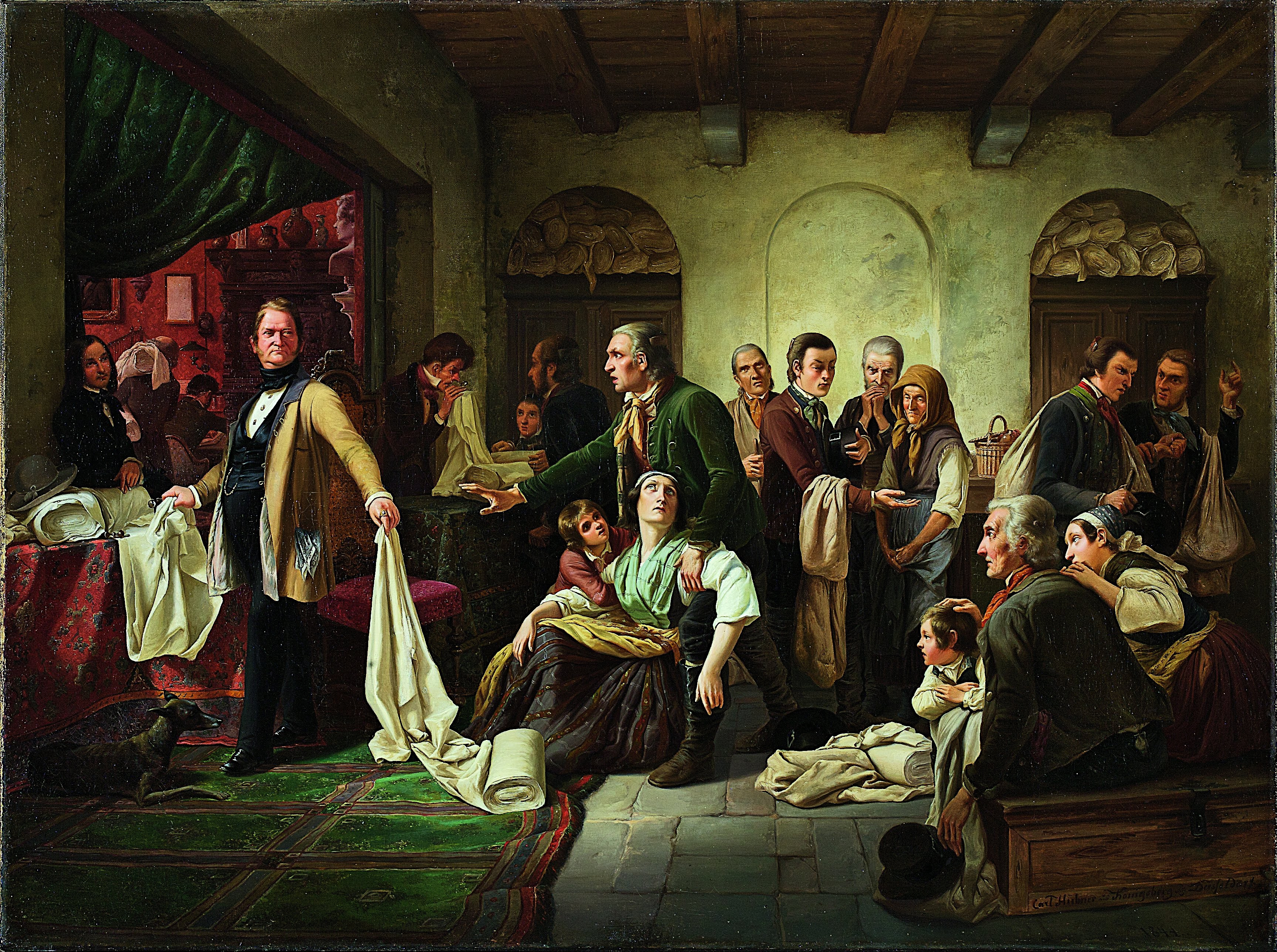
Els teixidors de Silèsia de Carl Wilhelm Hübner (1844)
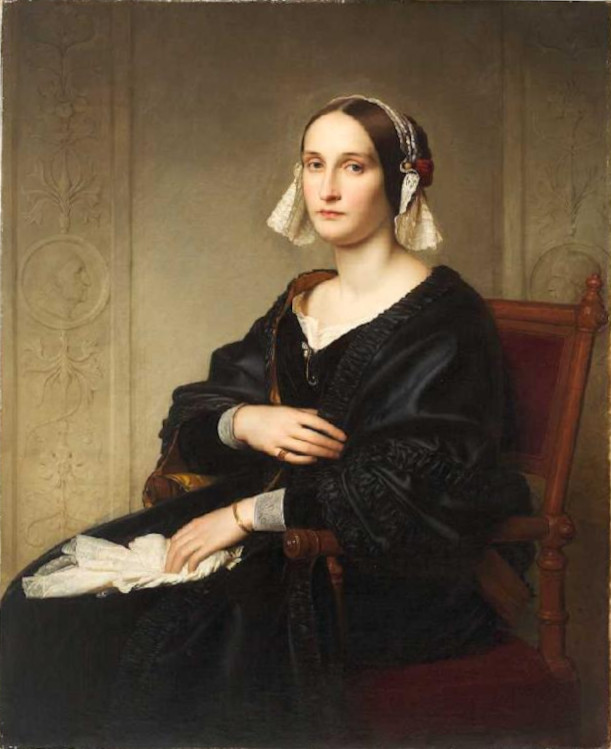
Retrat de Lida Bendemann d'Eduard Bendemann (1847)
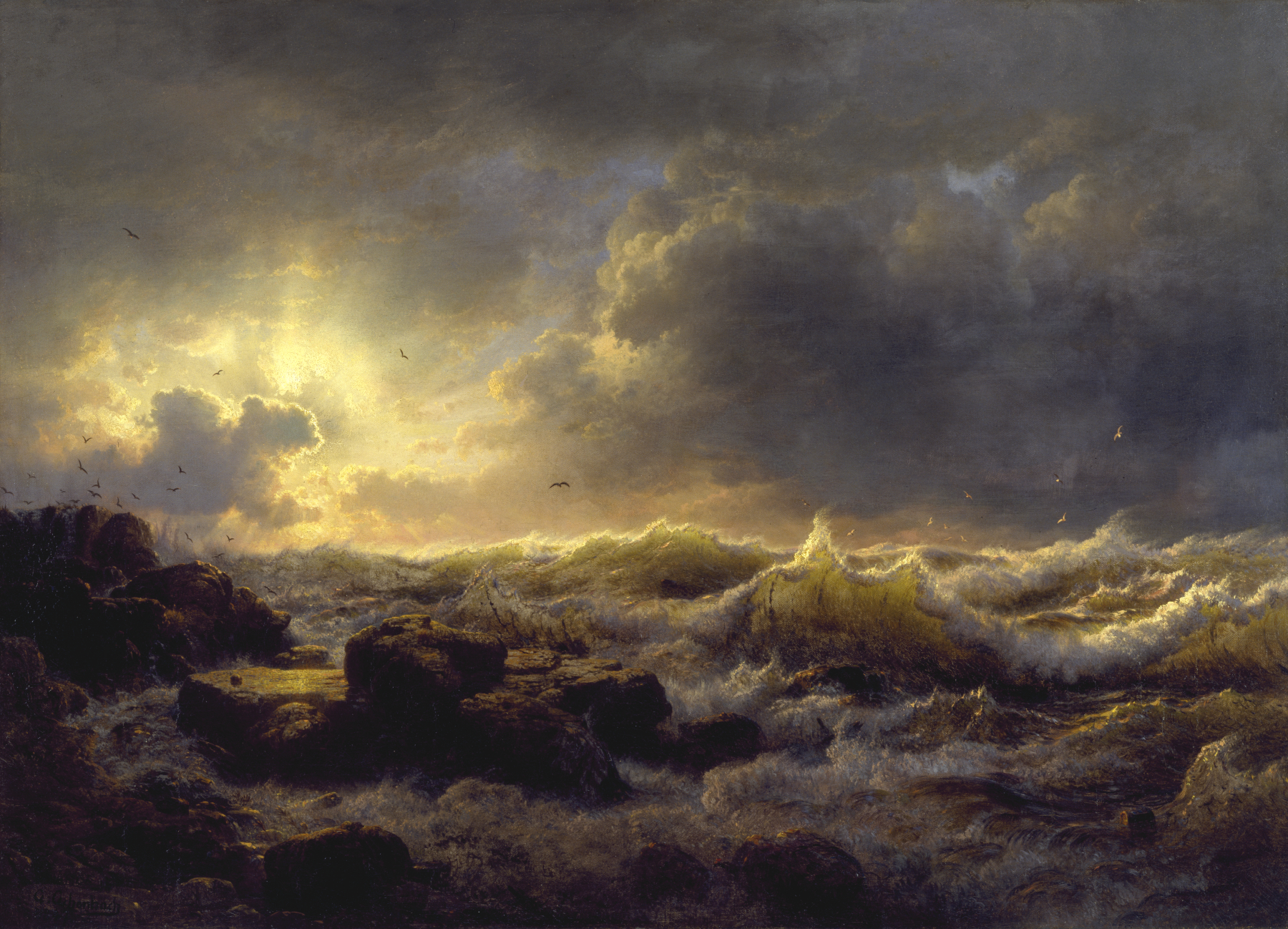
Trencant el cel a la costa de Sicília d'Andreas Achenbach (1847)
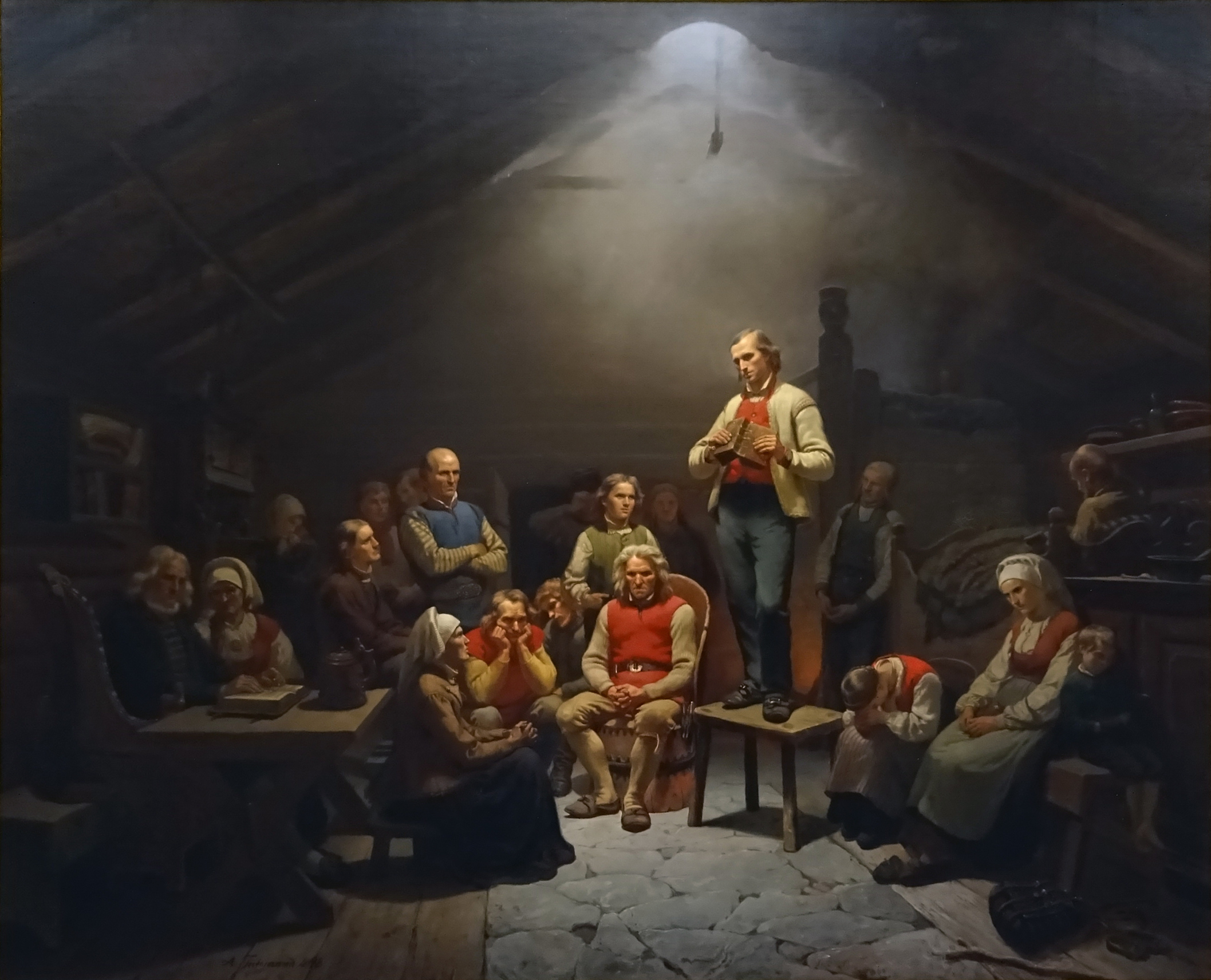
Els Haugians d'Adolph Tidemand (1848)
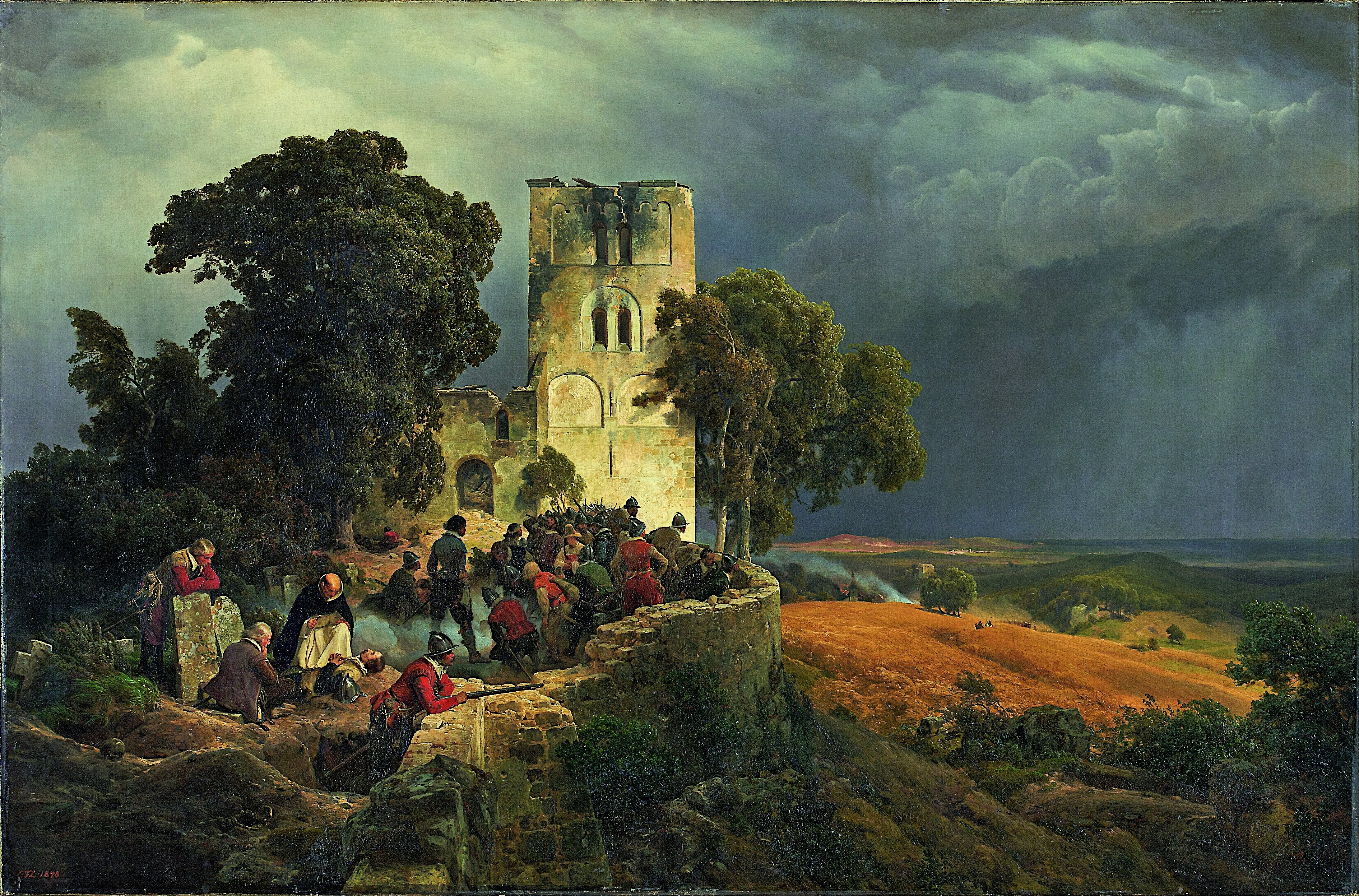
El setge de Karl Friedrich Lessing (1848)
Notícies de guerra de Mèxic de Richard Caton Woodville (1848)
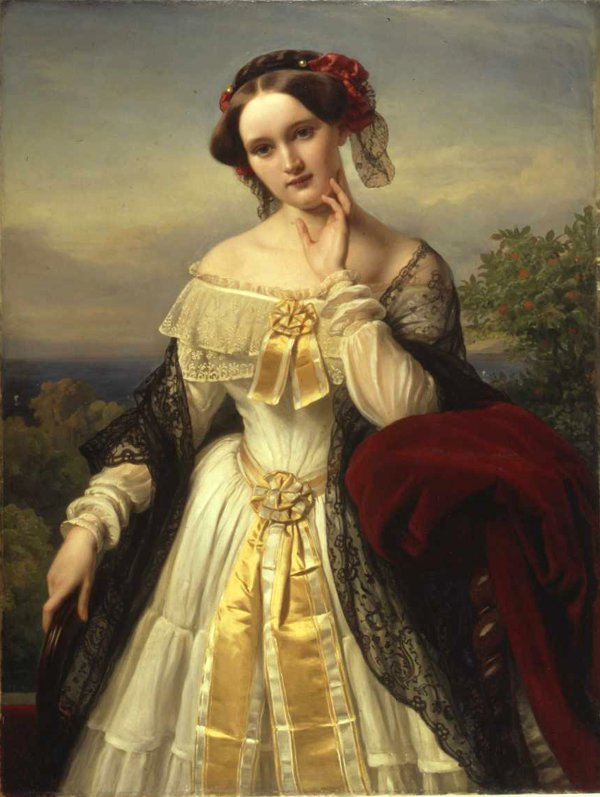
Mathilde Wesendonck de Karl Ferdinand Sohn (1850)
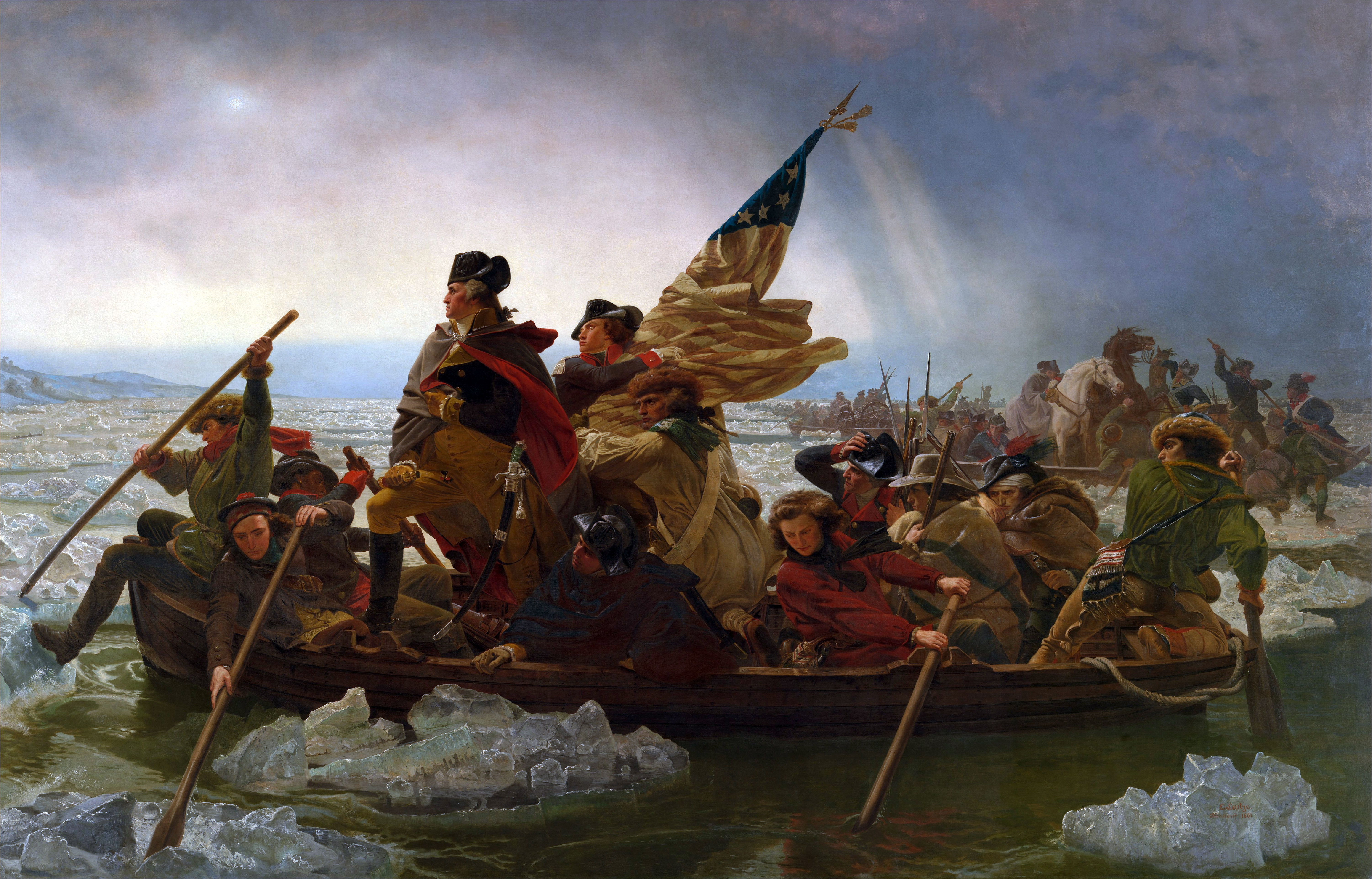
Washington creuant el Delaware d'Emanuel Leutze (1851)
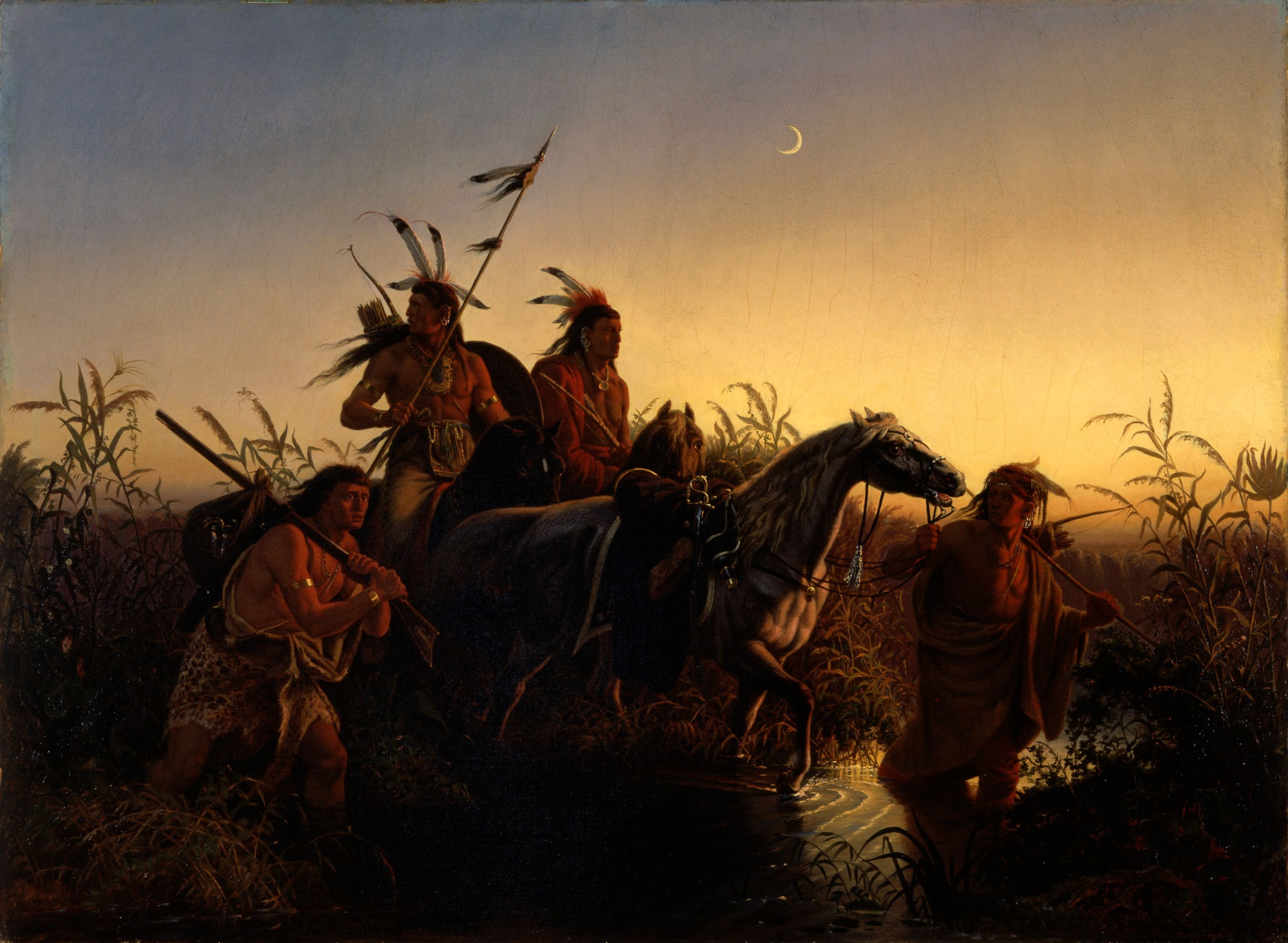
El carregador captiu de Charles Wimar (1854)
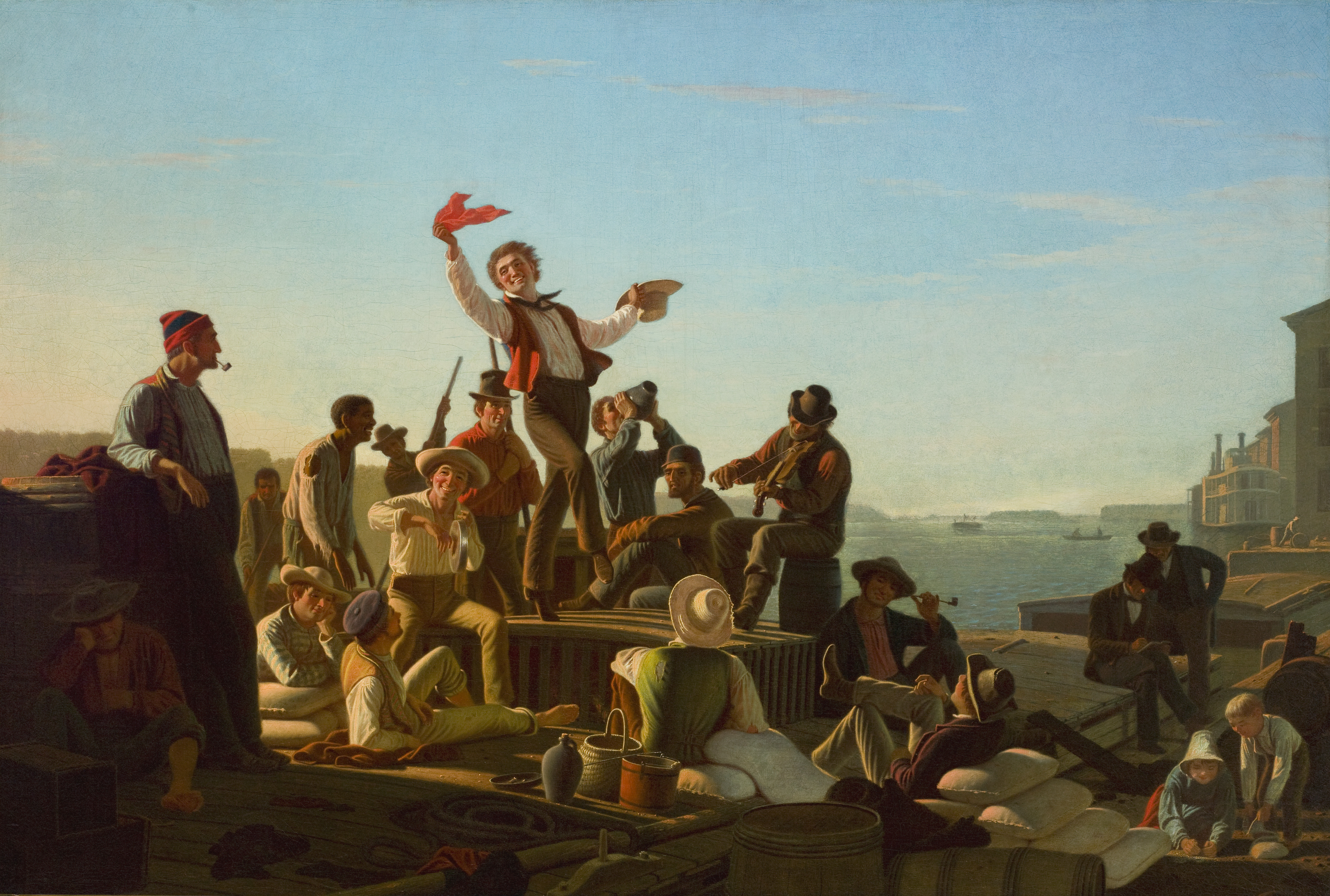
Jolly Flatboatmen in Port de George Caleb Bingham (1857)
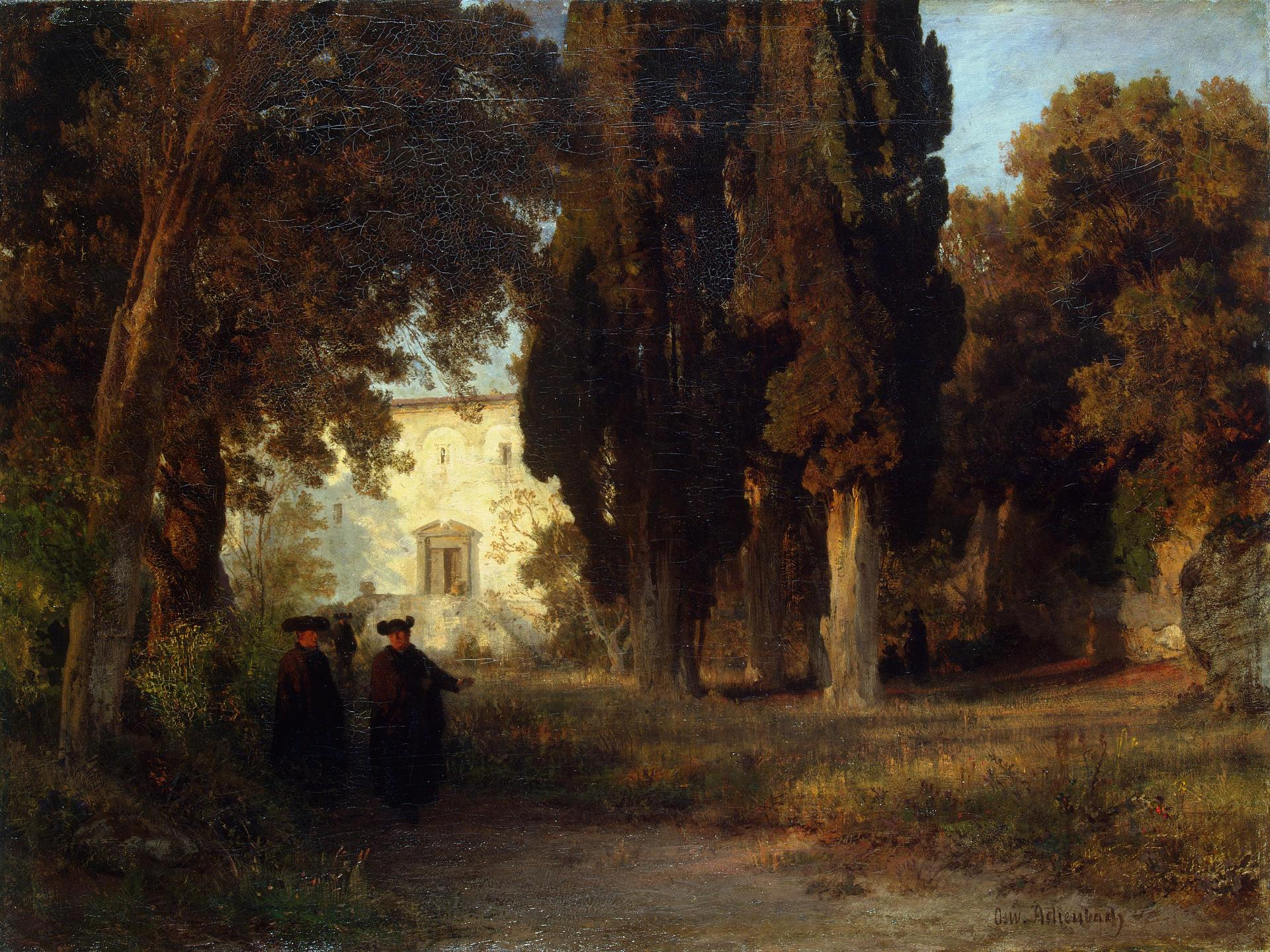
Jardí del monestir d'Oswald Achenbach (després de 1857)
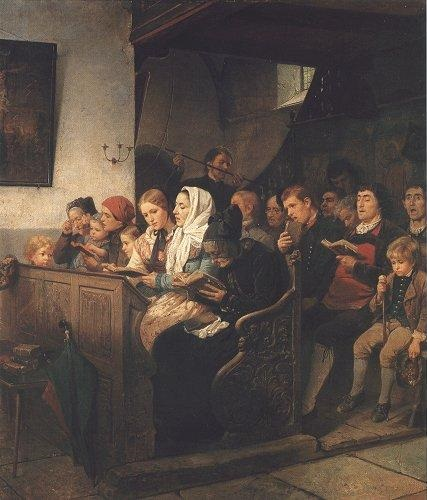
Església del poble amb devots de Benjamin Vautier (1858)
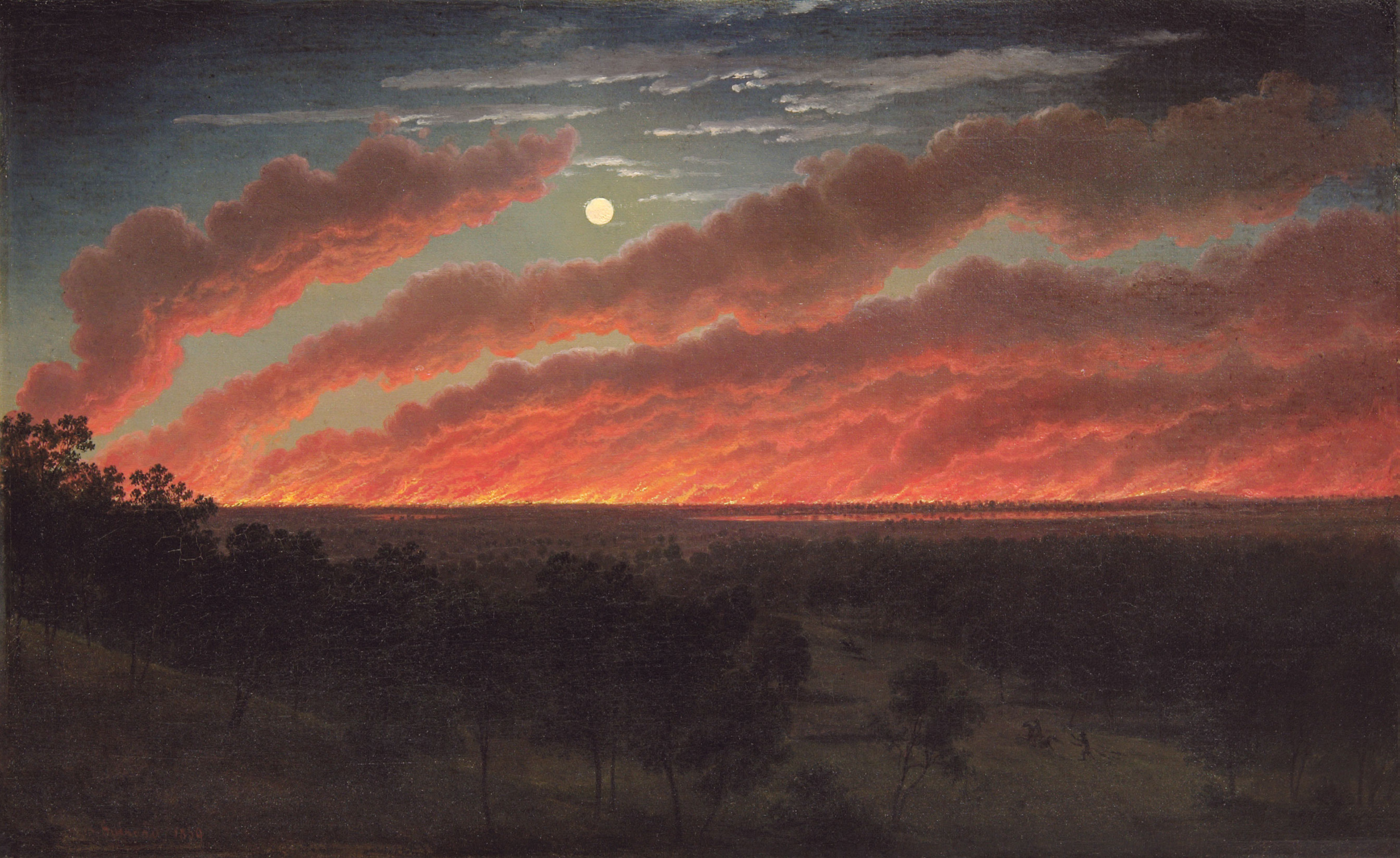
L'incendi forestal entre el Mount Elephant i Timboon el 1857 per Eugene von Guerard (1859)
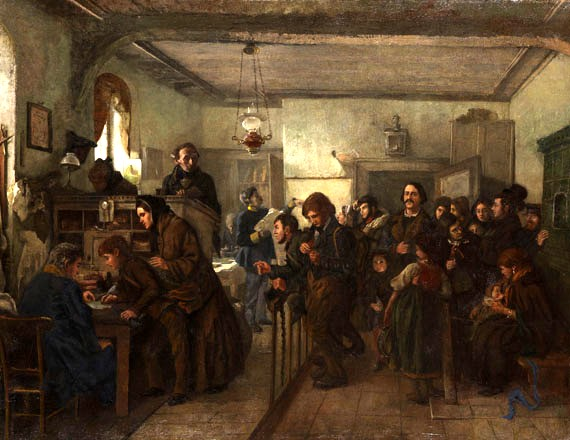
A l'oficina d'emigració (a l'oficina de passaport i policia abans de l'emigració) de Felix Schlesinger (1859)
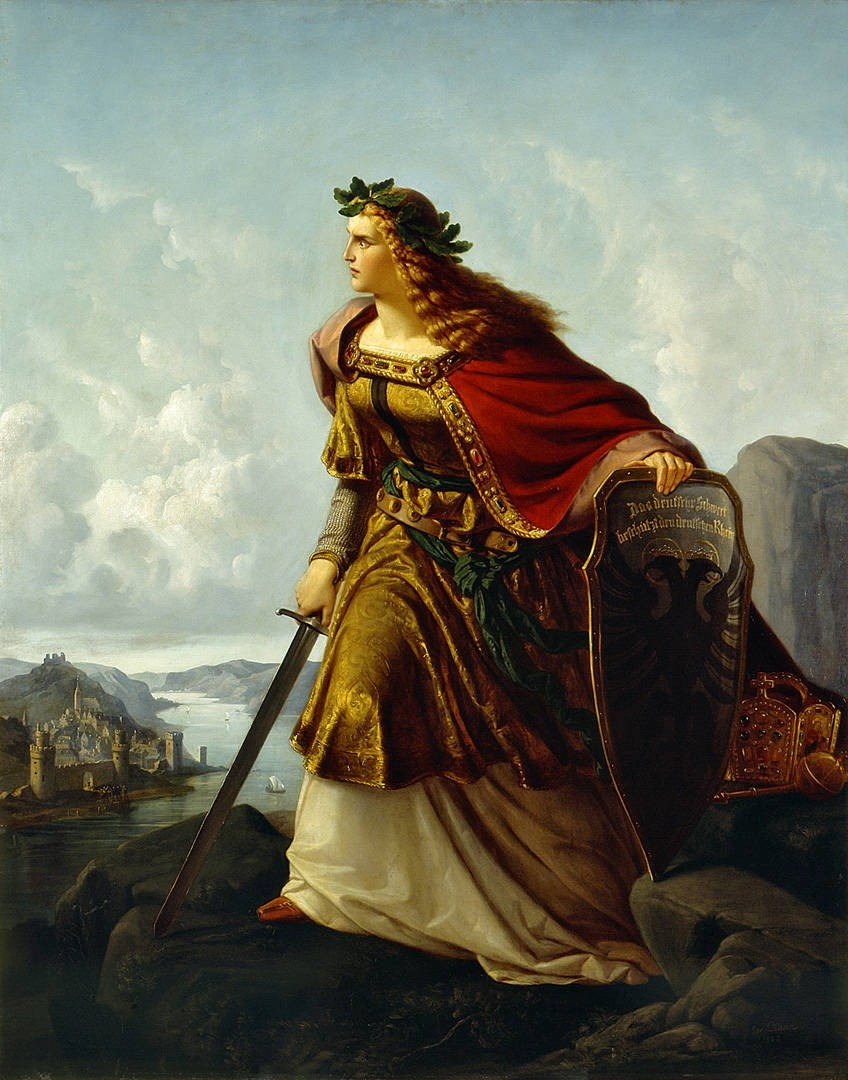
Germania al rellotge del Rin de Lorenz Clasen (1860)
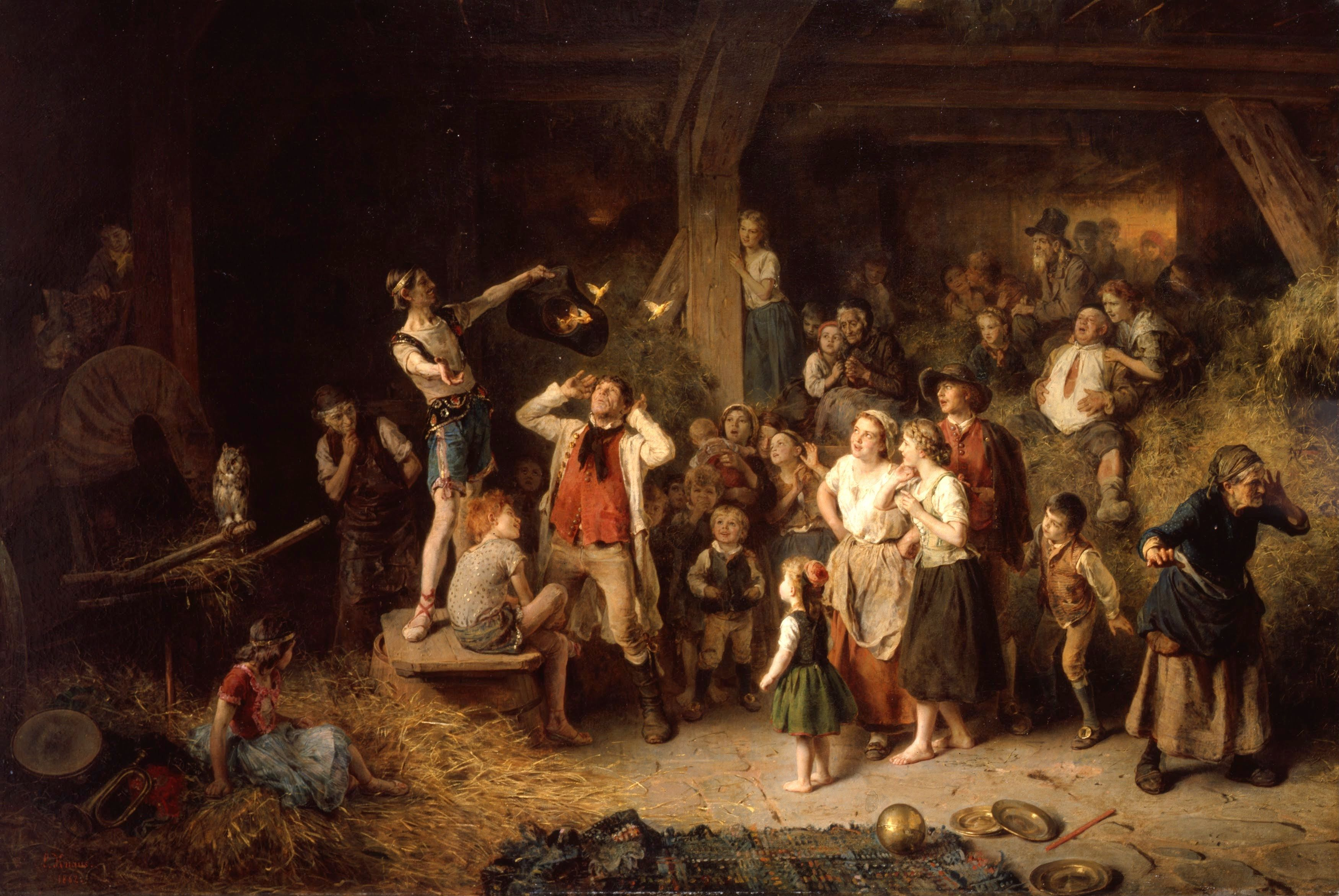
El prestidigitador al graner de Ludwig Knaus (1862)
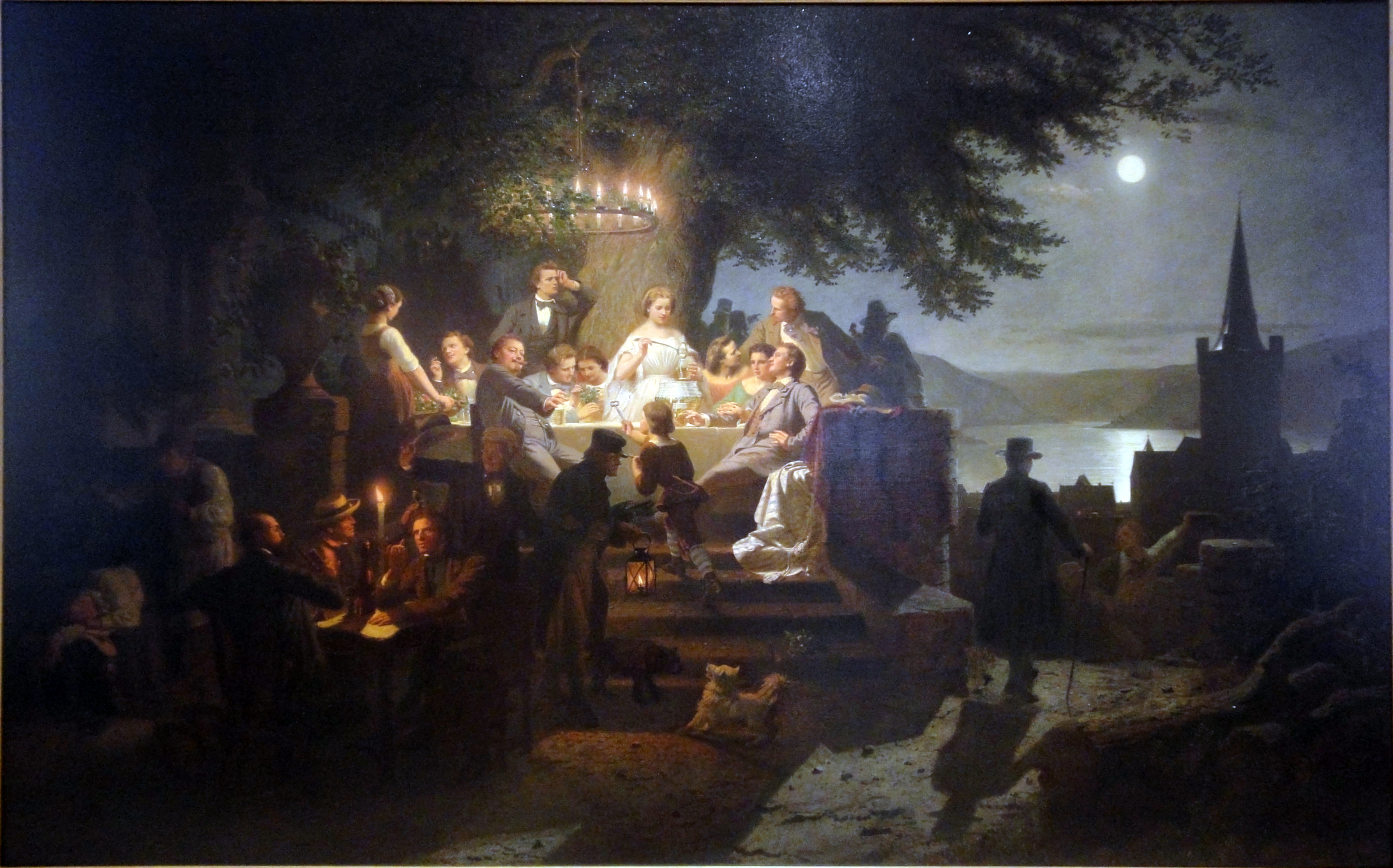
Nit d'estiu al Rin de Christian Eduard Boettcher (1862)
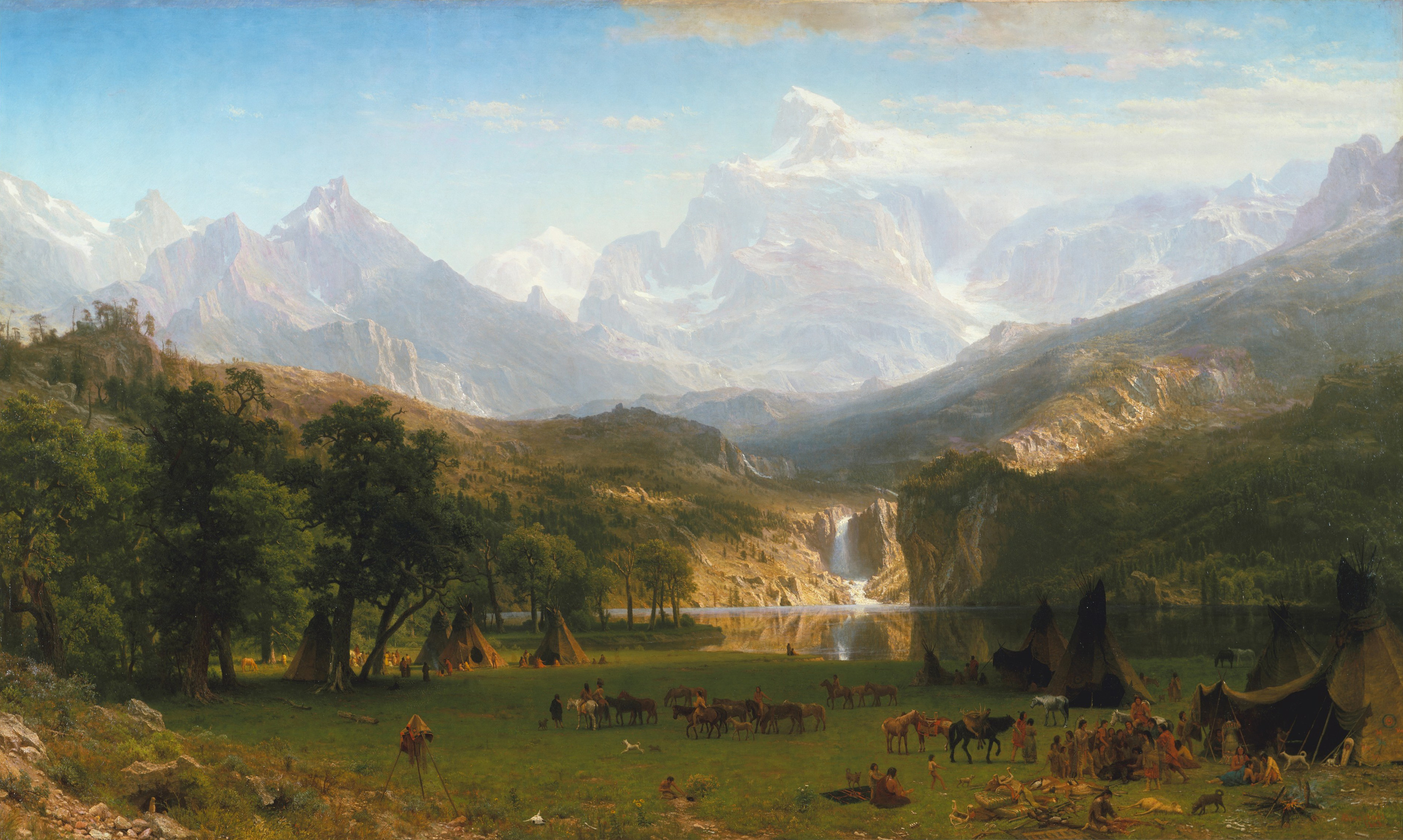
Muntanyes Rocoses - Cim de Lander per Albert Bierstadt (1863)
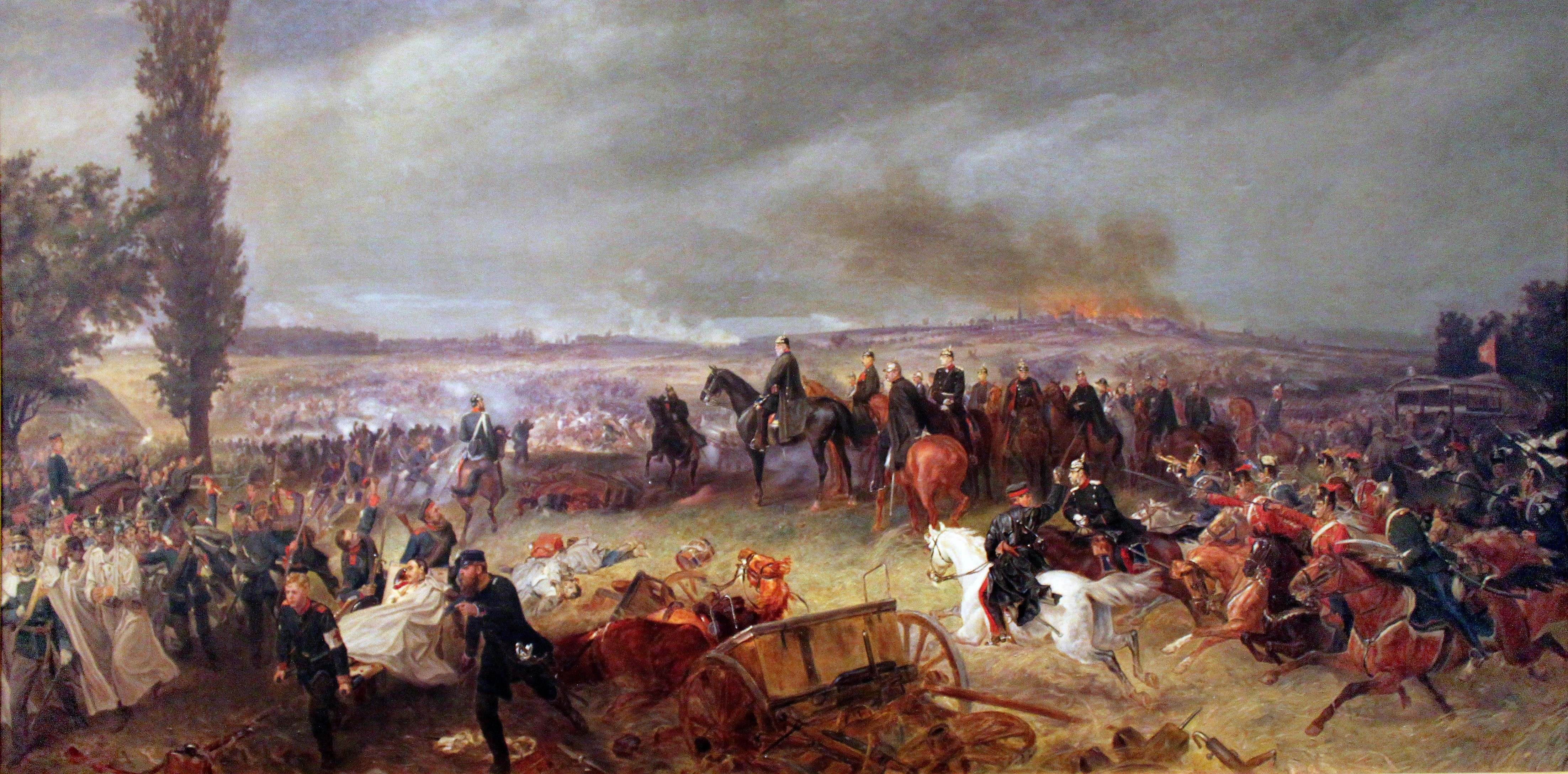
Batalla de Königgrätz de Georg Bleibtreu (després de 1866)
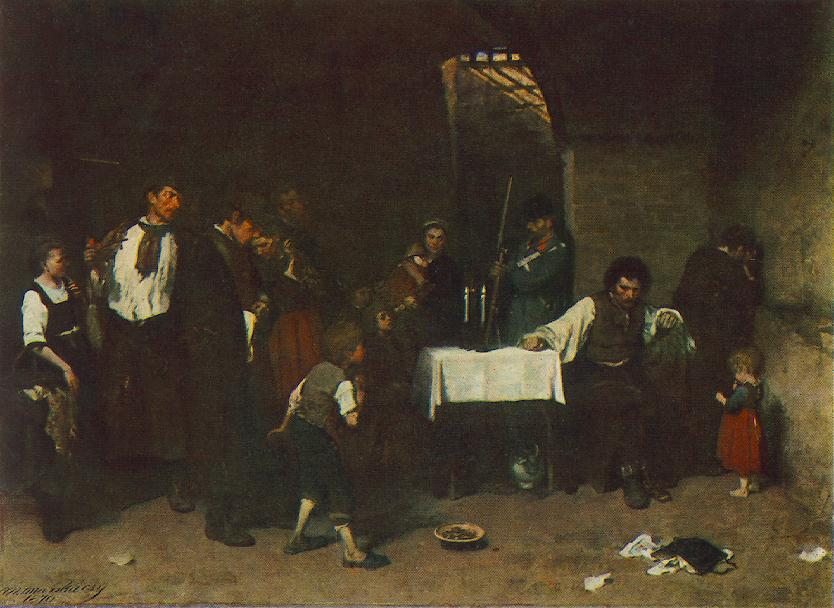
L'últim dia d'un condemnat de Mihály Munkácsy (1870)
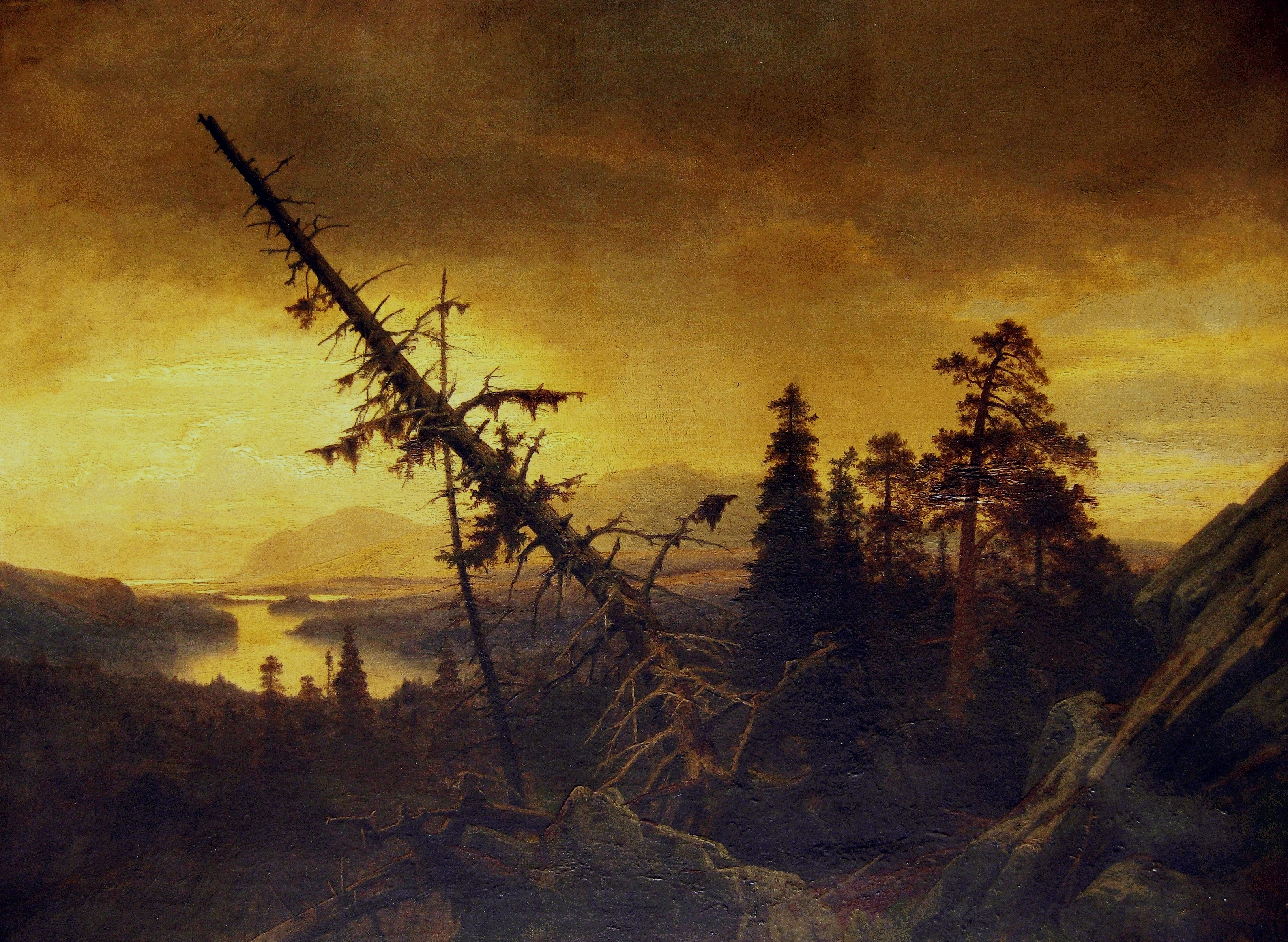
Calma després de la tempesta d'Erik Bodom (1871)
Genet missatger francès per Emil Hünten (1872)
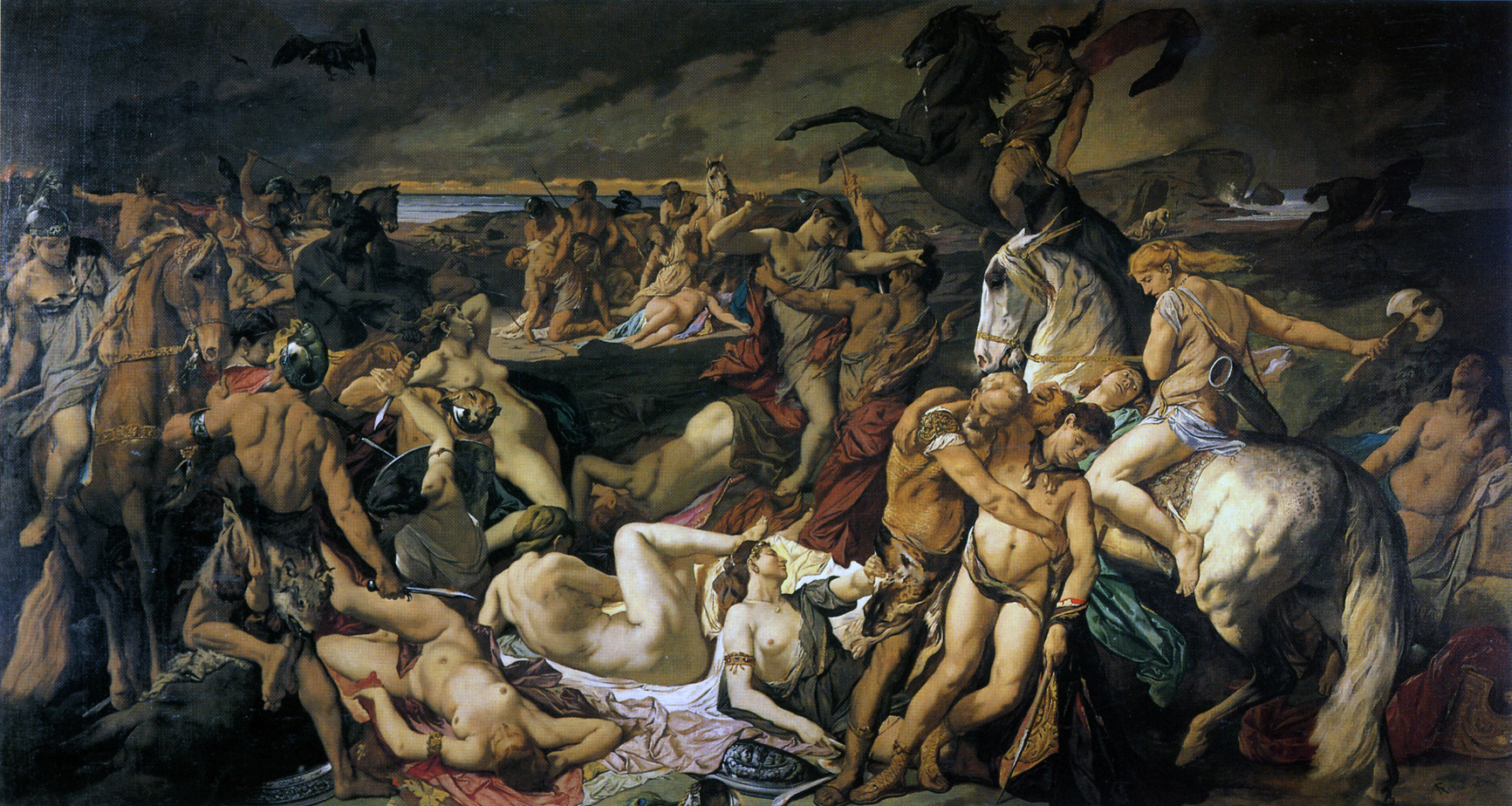
La batalla de les Amazones d'Anselm Feuerbach (1873)
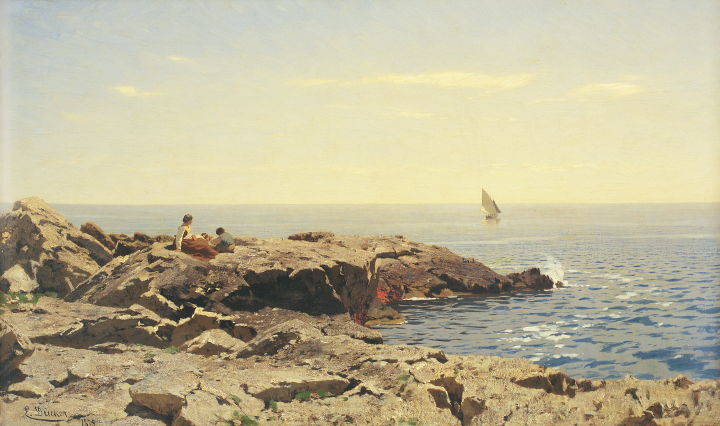
Mere rannal d'Eugen Dücker (1875)
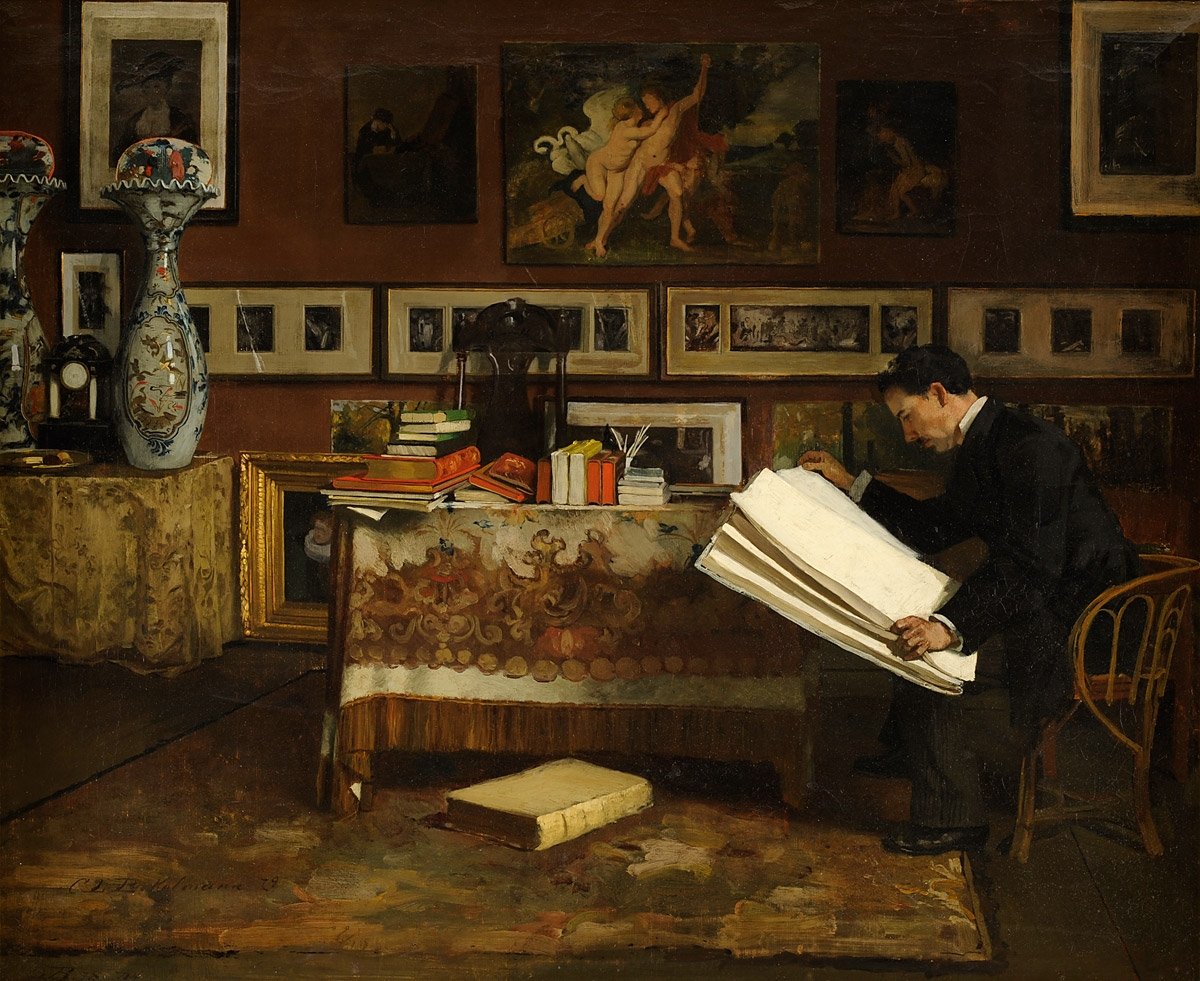
The Art Connoisseur de Christian Ludwig Bokelmann (1879)
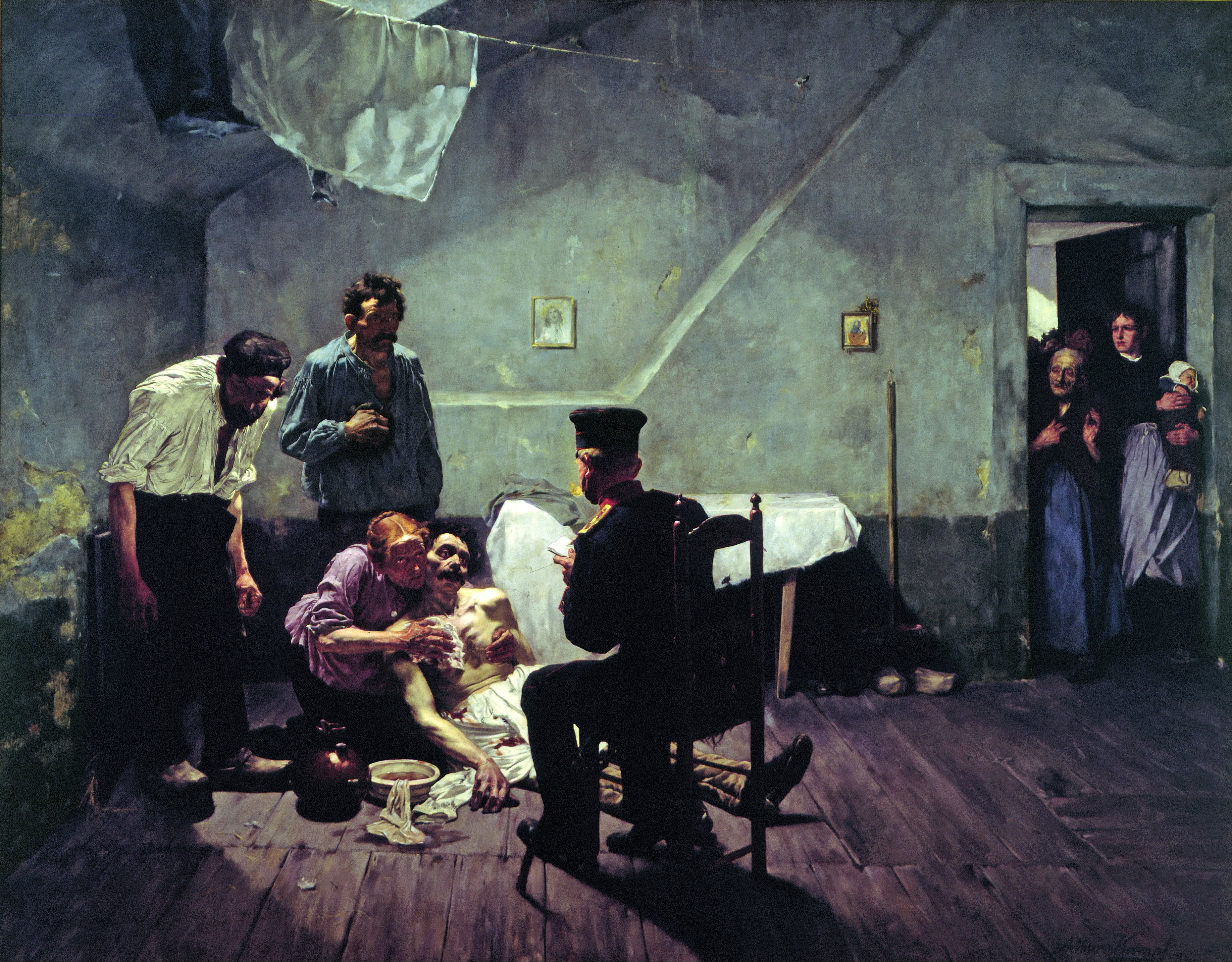
L'última declaració d'Arthur Kampf (1886)
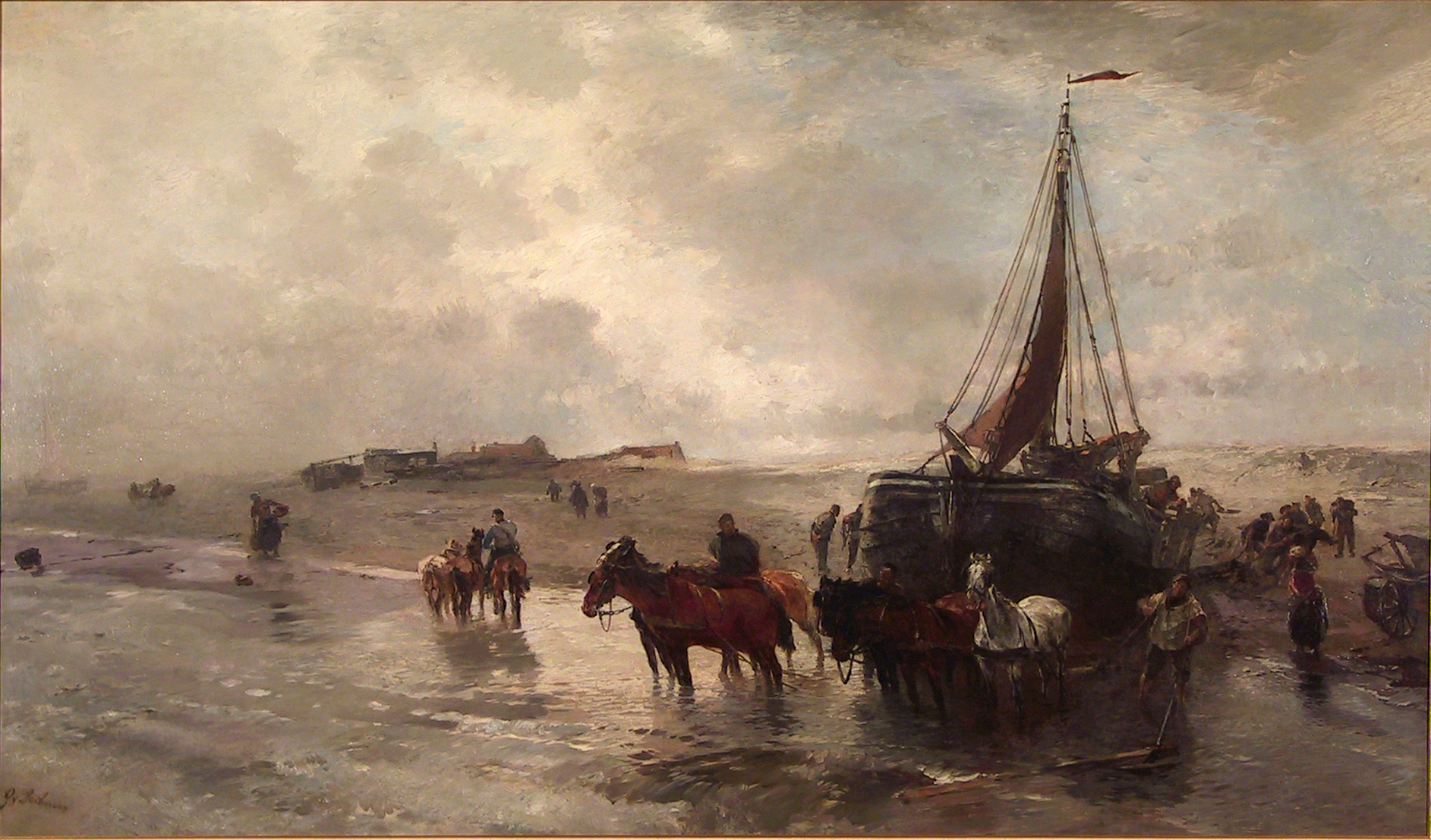
Flotant un vaixell de pesca de Gregor von Bochmann (1888)
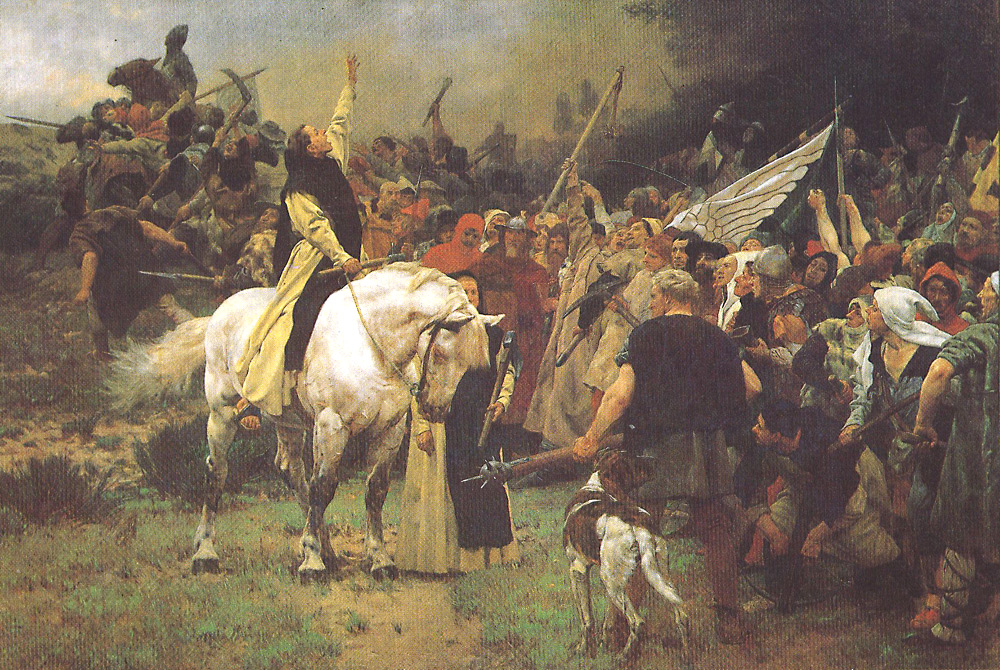
Walter Dodde i els camperols Bergische a la batalla de Worringen de Peter Janssen el Vell (1893)
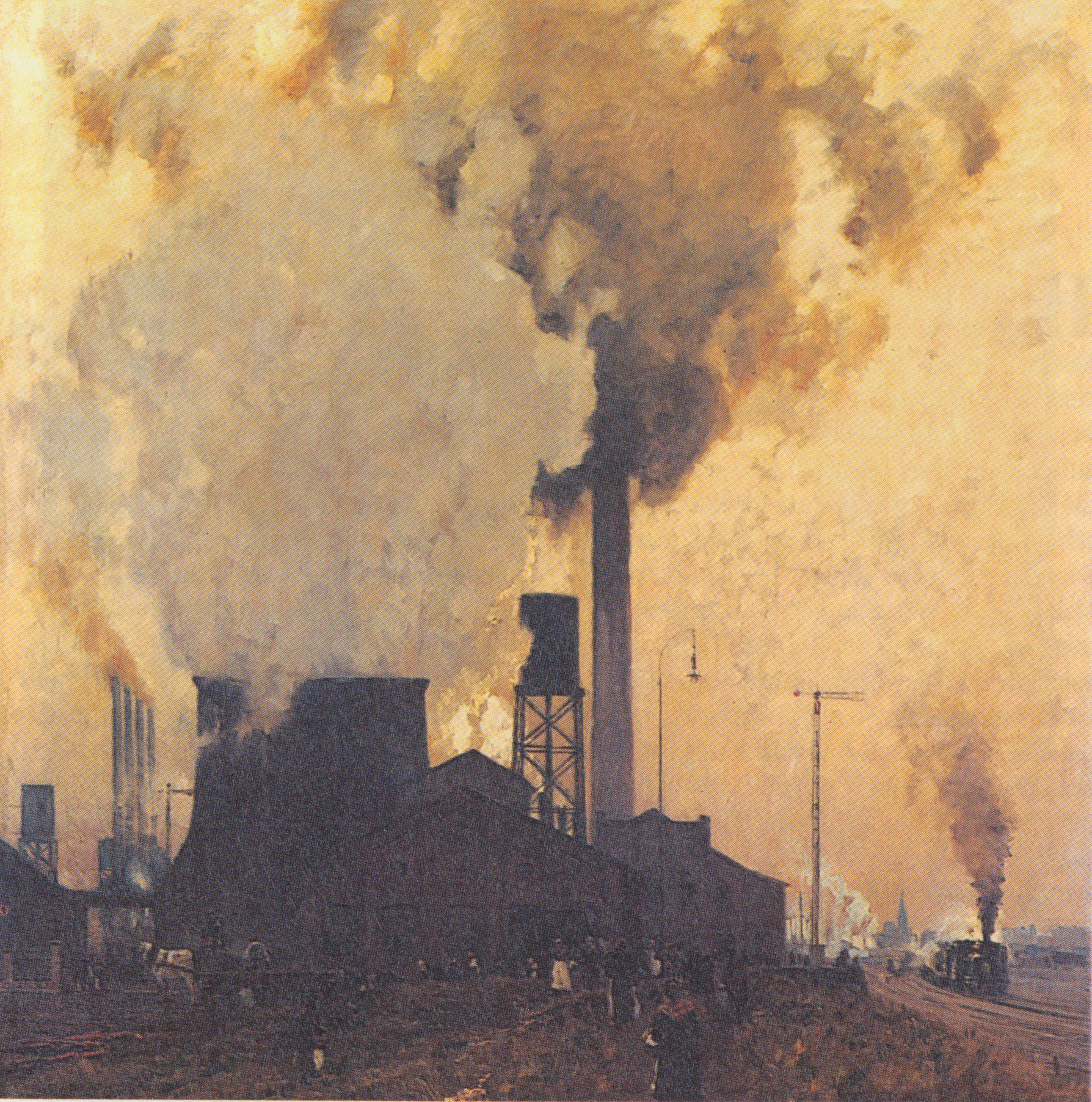
Fàbrica de ferro i acer Hoesch a Dortmund per Eugen Bracht (1907)
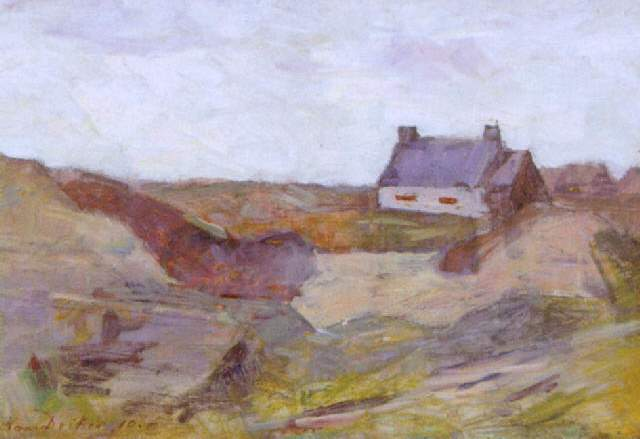
Paisatge a la Bretanya de Hans Deiker (1910)
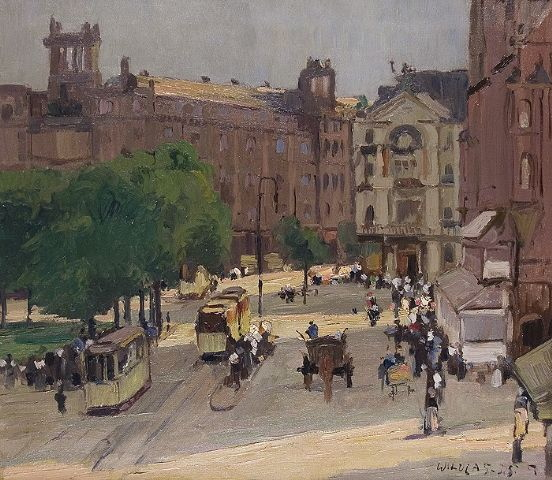
A Wilhelmsplatz de Düsseldorf de Willy Lucas (1917)